# Kleines Destillierbuch

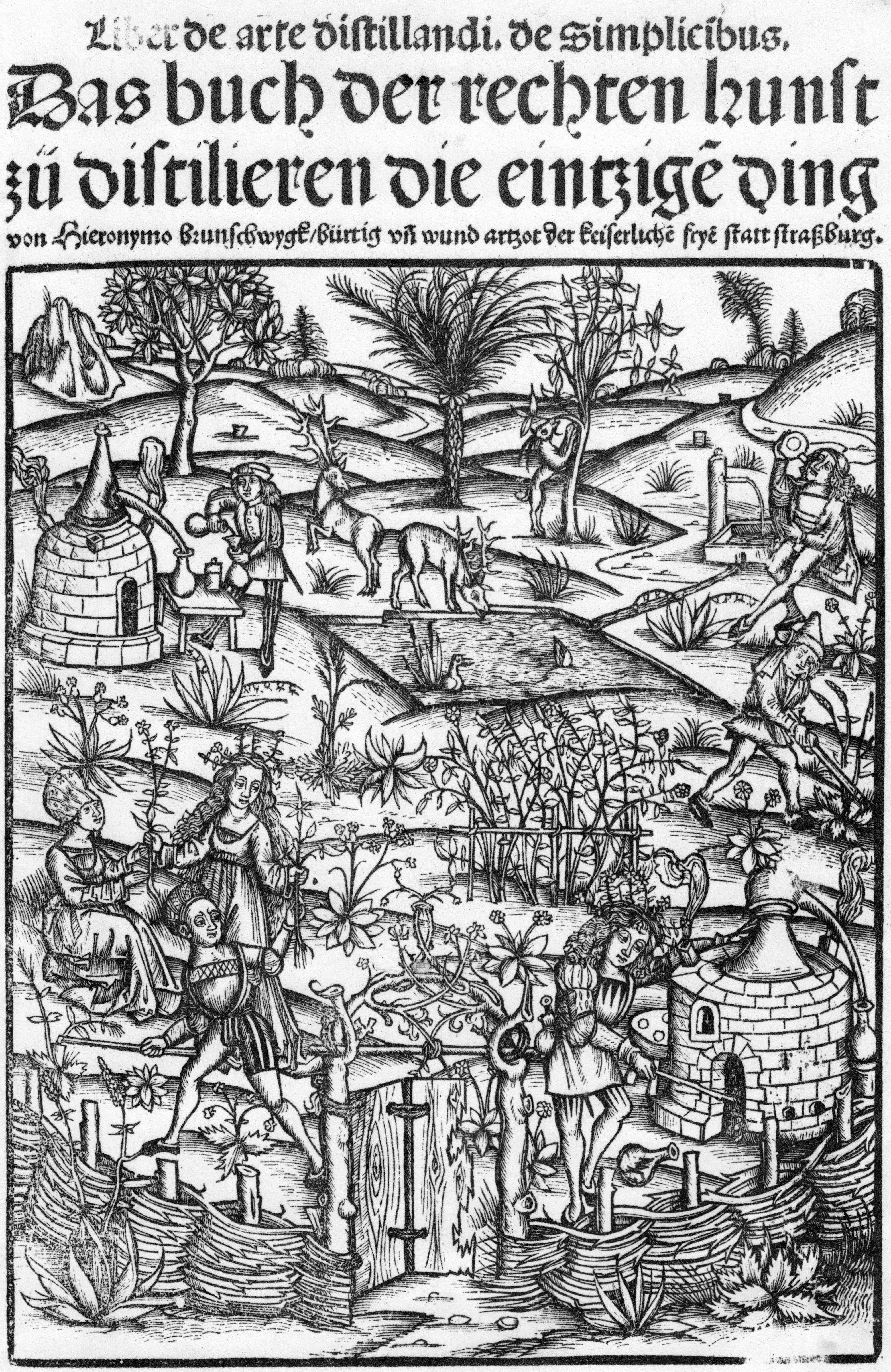
Titelblatt des Kleinen Destillierbuchs. Straßburg 1500

Das Kleine Destillierbuch des Straßburger Wundarztes Hieronymus Brunschwig ist ein spätmittelalterliches Lehrbuch der Destillation einfacher Heilmittel. Brunschwig vollendete es am 8. Mai 1500 unter dem Titel Liber de arte distillandi. de Simplicibus. Das buch der rechten kunst zü distilieren die eintzigen ding. 1512 folgte sein Großes Destillierbuch unter dem Titel Liber de arte Distillandi. de Compositis. Das büch der waren kunst zü distillieren die Composita vnd simplicia […]. Brunschwigs Bücher wurden durch den Straßburger Verleger Hans Grüninger herausgegeben.
Das Kleine Destillierbuch ist in drei Bücher unterteilt.
- Im ersten Buch (nicht nummeriertes Blatt[4] bis Blatt (X)IIIIr[5]) beschreibt Brunschwig verschiedene Destillationsgeräte und -techniken.
- Im zweiten Buch (Blatt XVr[6] bis Blatt CXXIIIr[7]) präsentiert er Arzneimittelmonographien in alphabetischer Reihenfolge.
- Im dritten Buch (Blatt CXXIIIIr[8] bis Blatt CCXr[9]) werden Krankheiten in Form eines Rezeptars „von Kopf bis Fuß“ aufgezählt und es werden mit Bezug zum zweiten Buch, dem eigentlichen Herbar, die zu diesen Krankheiten passenden Arzneimittel angegeben.

## Inhalt des Ersten Buchs über Destillation (Geräte und Methoden)

### Zitat. Was distillieren ist
„Darumb ſo iſt zů wiſſen das diſtillieren nichtz anders iſt dan das ſubtyl von dem groben / vnd das grob von dem ſubtilen zů ſcheiden / das gebrechlich oder zerſtörlich vnzerſtörlicher zů machen das materialiſch vnmaterialiſcher zů machen / das lyplich geiſtlicher zemachen / das vnlieplich lieplicher zů behalten / vff dz lieplich der geiſt dz lyplich durch ſin ſubtilithet deſter lichter dar zů behender dringen vnd penetrieren mag mit ſiner tugende vnd krafft die dar in verborgen vnd geſencket iſt vmb entpfintlichheit ſyner heylſamen würckung in dem menſchlichen lyb / wan diſtillierung iſt ein elementiſch ding zů machen glich den hymelſchen / wann durch bewegung der natürlichen hymeln ein yedes natürlich weſen geregiert werden můß on den corpus der hymel. Zů glicher wiſe des menſchen lyp durch ein erfarenden artzet on den corpus der ertzeny ſunder durch die waſſer die do geſcheyden ſint von dem groben / als von dem corpus die krafft in sel eim yeden vßgezogen vnd das fürbas zů ſchicken an das ende do es mer nutz vnnd heilſamkeit bringen iſt / als ich her nach zeigen will.“

### Abbildungen von Gerätschaften zur Destillation

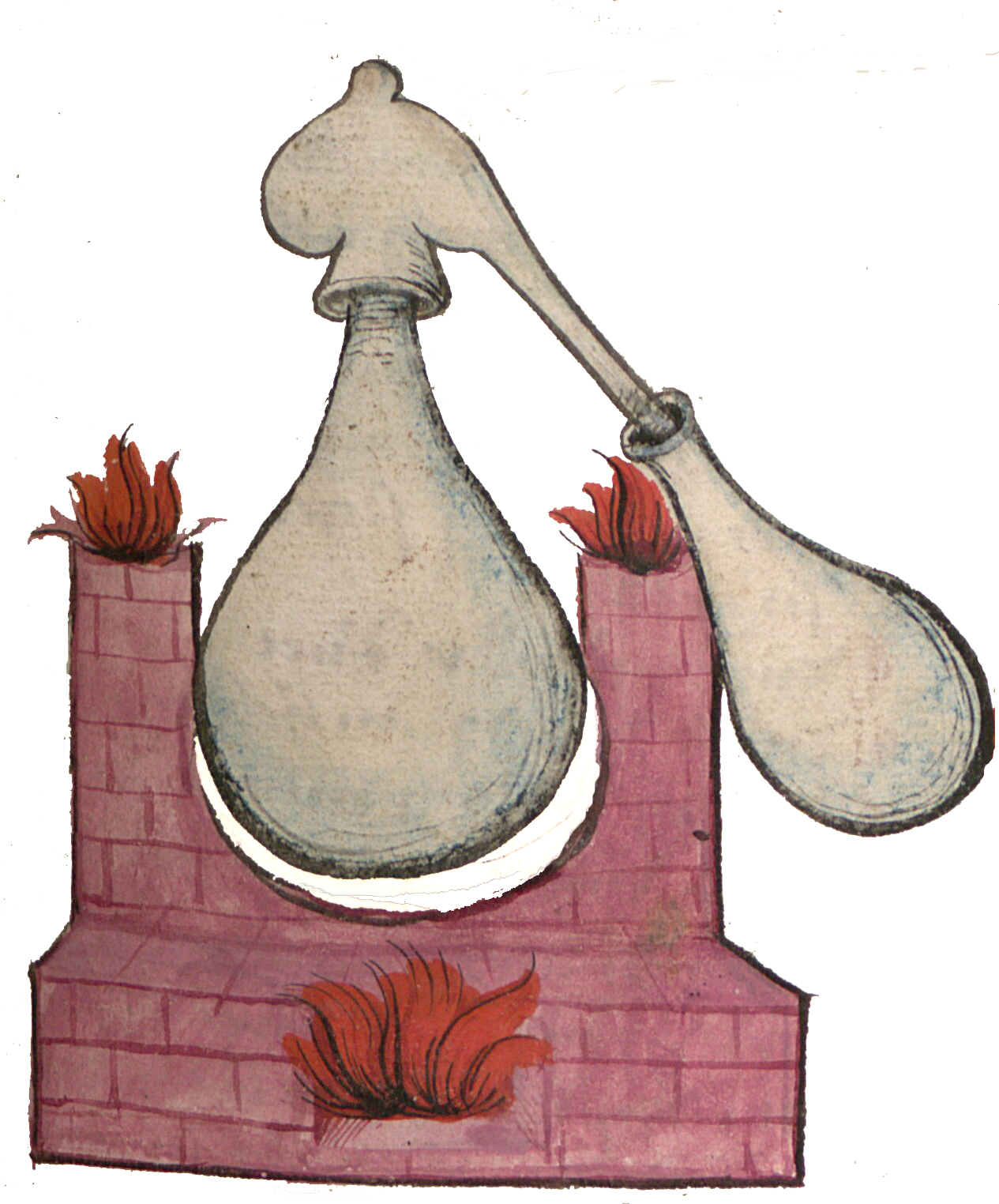
Balneum Mariae. Buch der Heiligen Dreifaltigkeit. Franken. 15. Jahrhundert
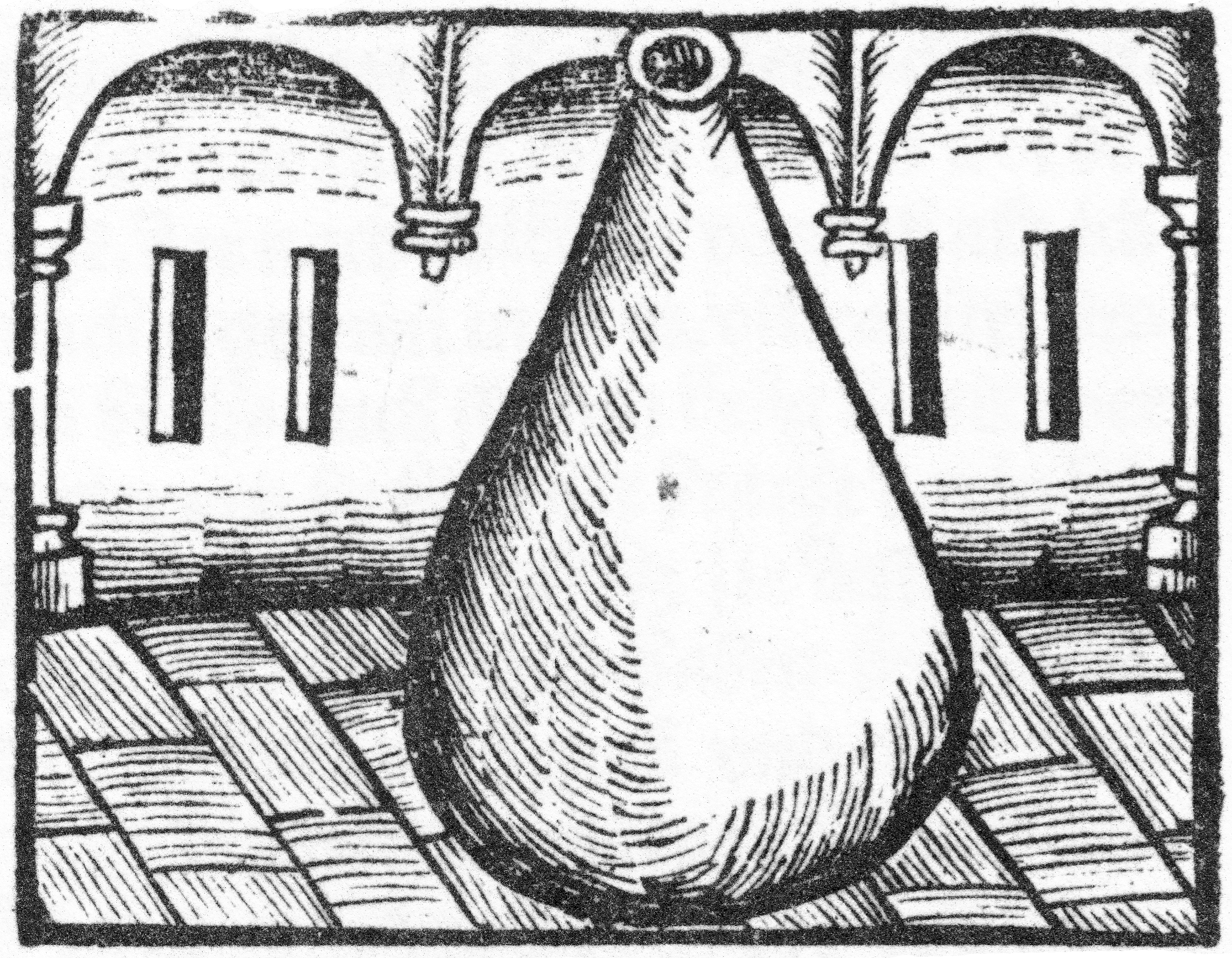
Cucurbit. Hieronymus Brunschwig: Liber de arte distillandi de simplicibus. 1500
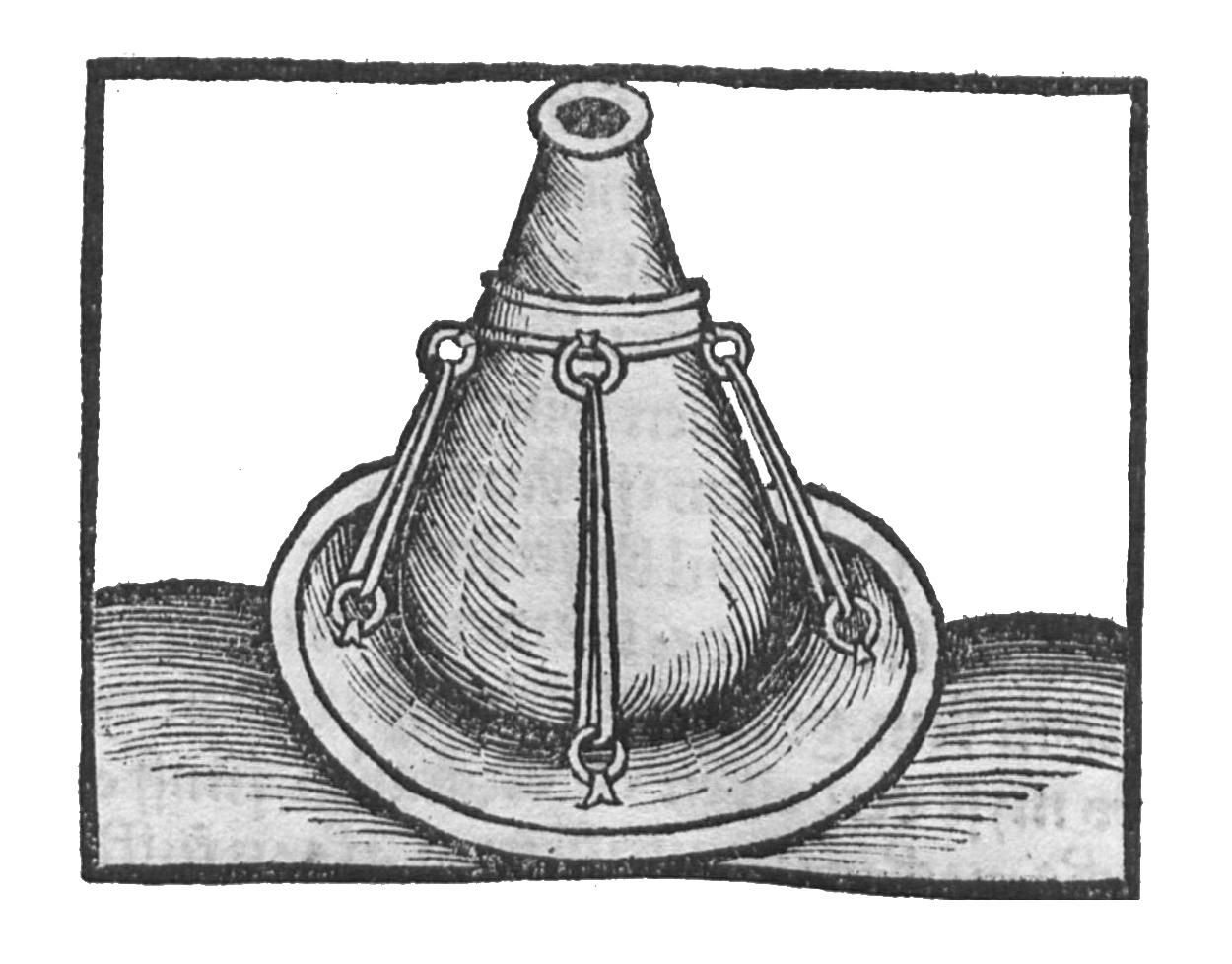
Cucurbit mit Bleiringen zur Beschwerung im Balneum Mariae. 1500
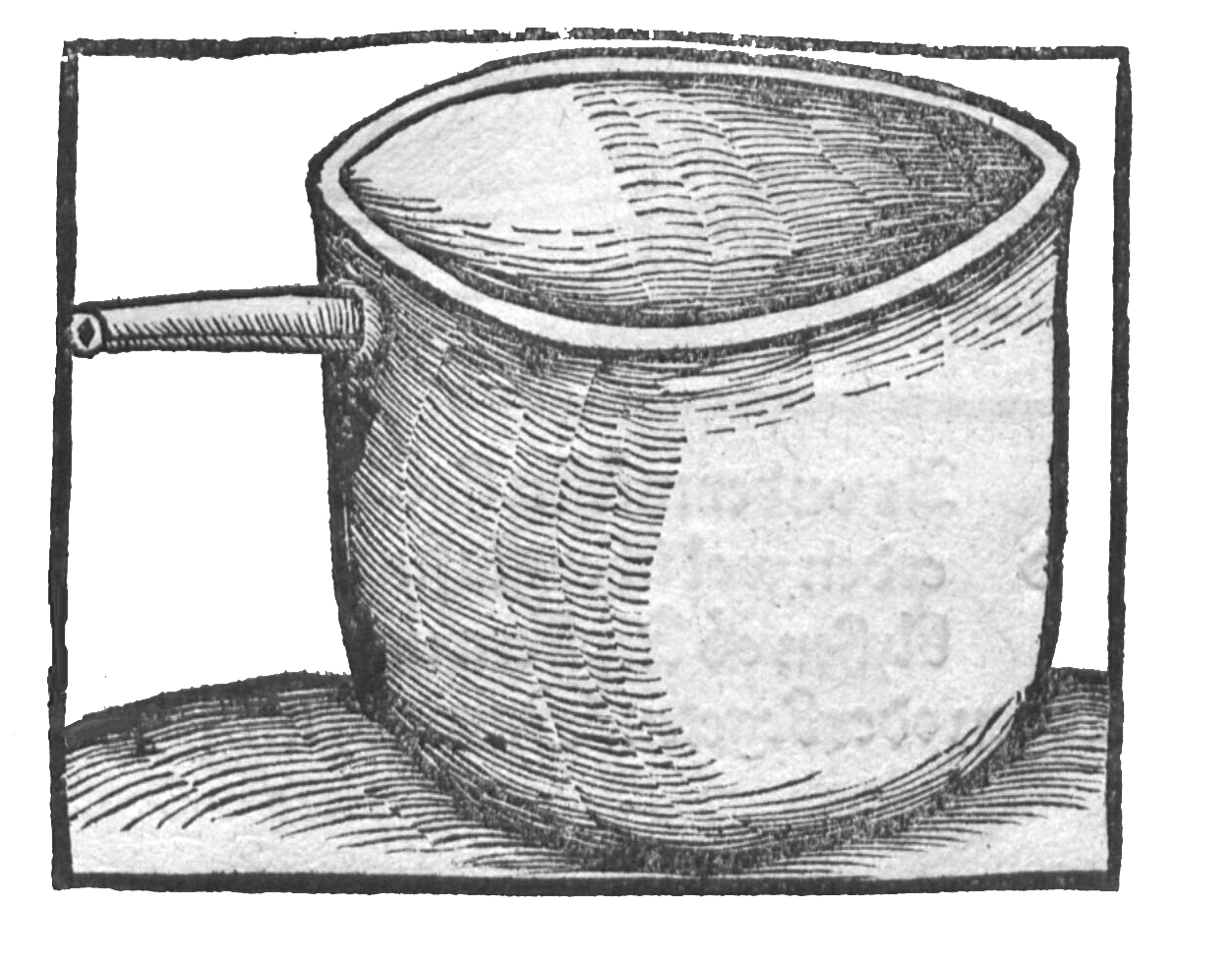
Cappel (Tiegel) aus Kupfer mit Überlaufröhre zum Balneum Mariae. 1500
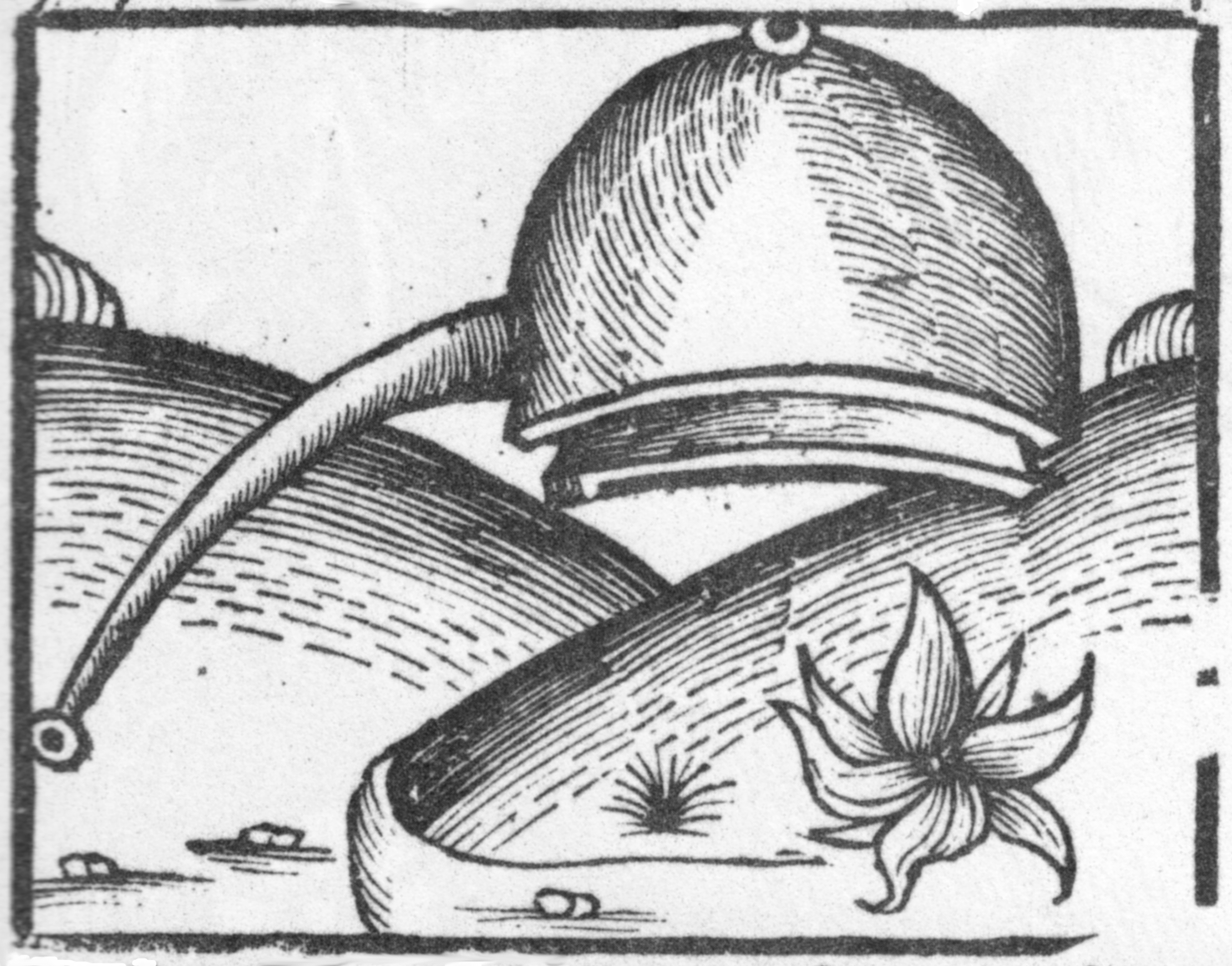
Glas-Alembic mit Schnabel und mit innenliegendem Falz zur Ableitung des Destillats nach aussen in den Schnabel. 1500
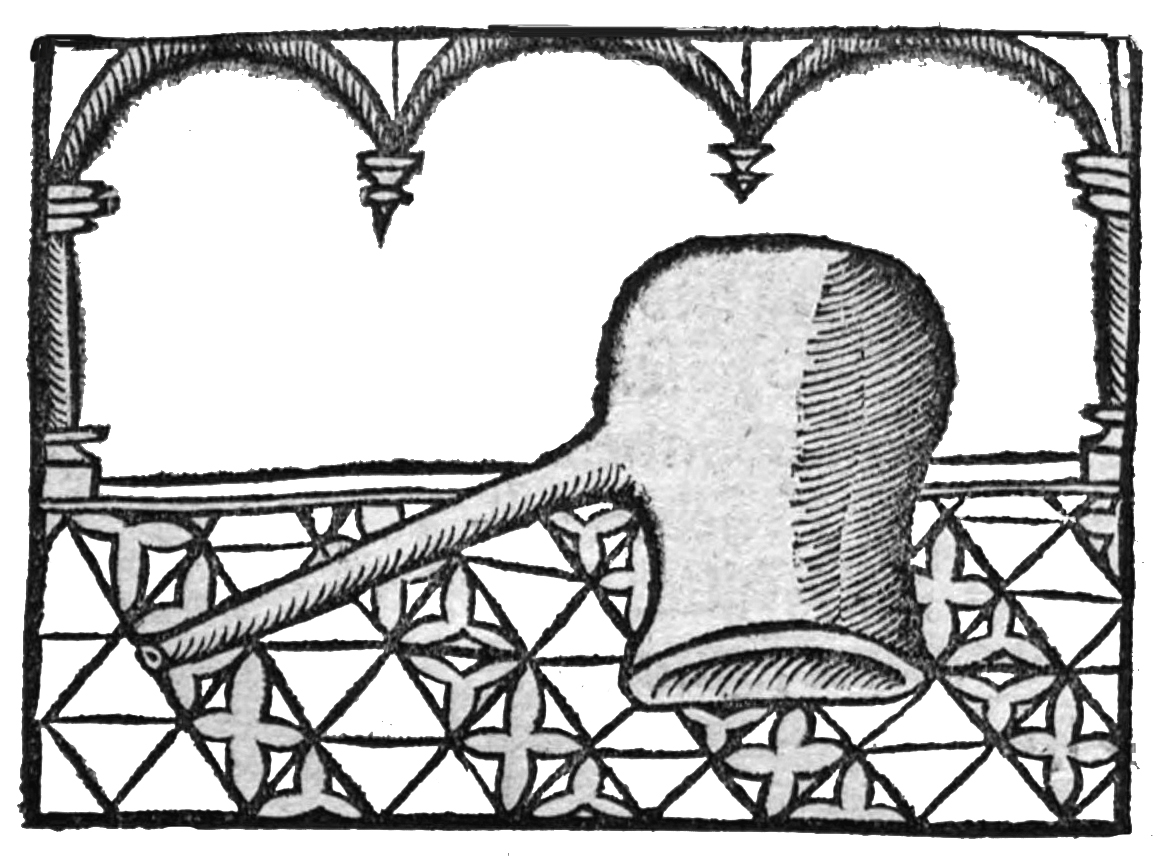
Glas-Alembic mit Schnabel und ohne Falz. Großes Destillierbuch. 1512
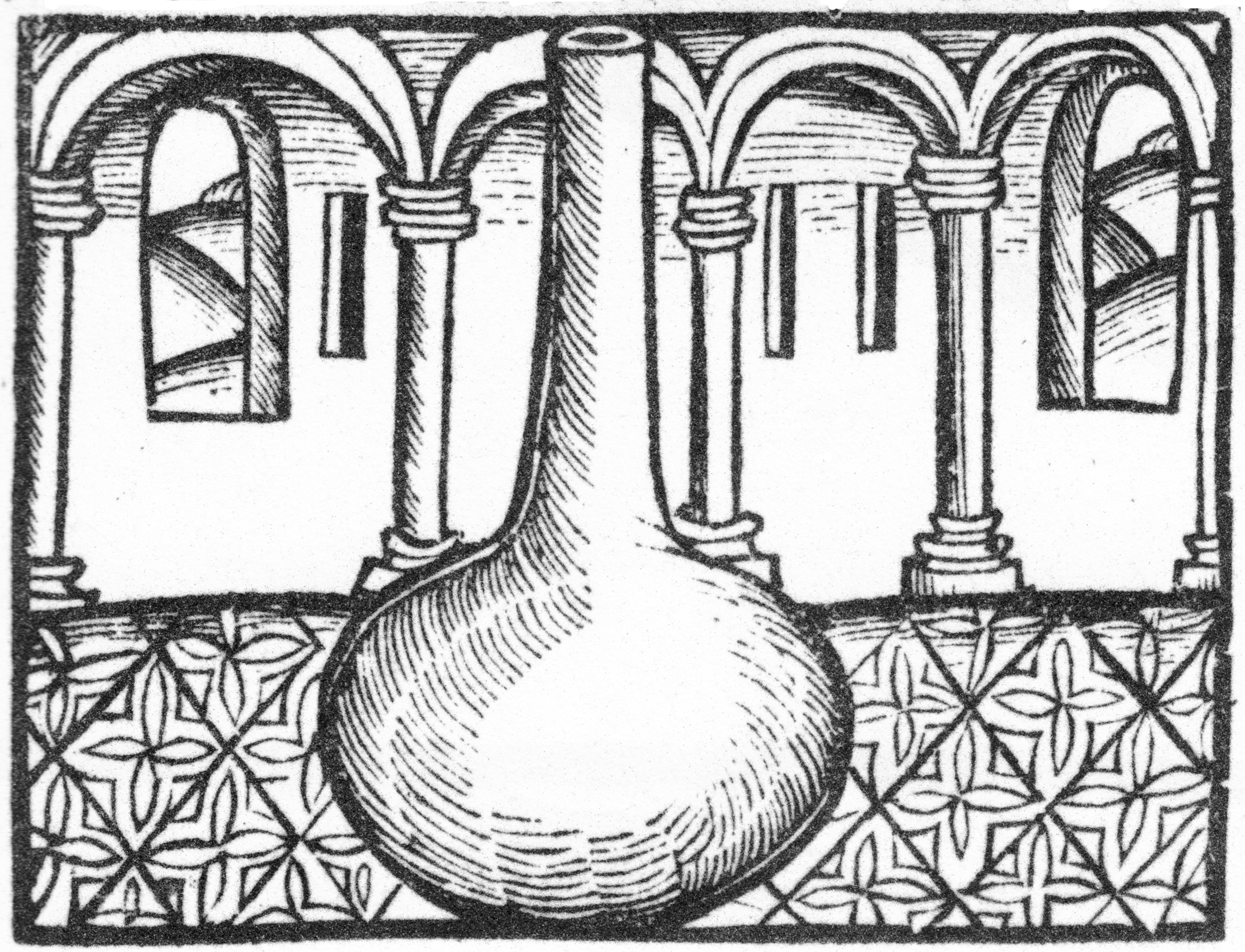
Viole. 1500
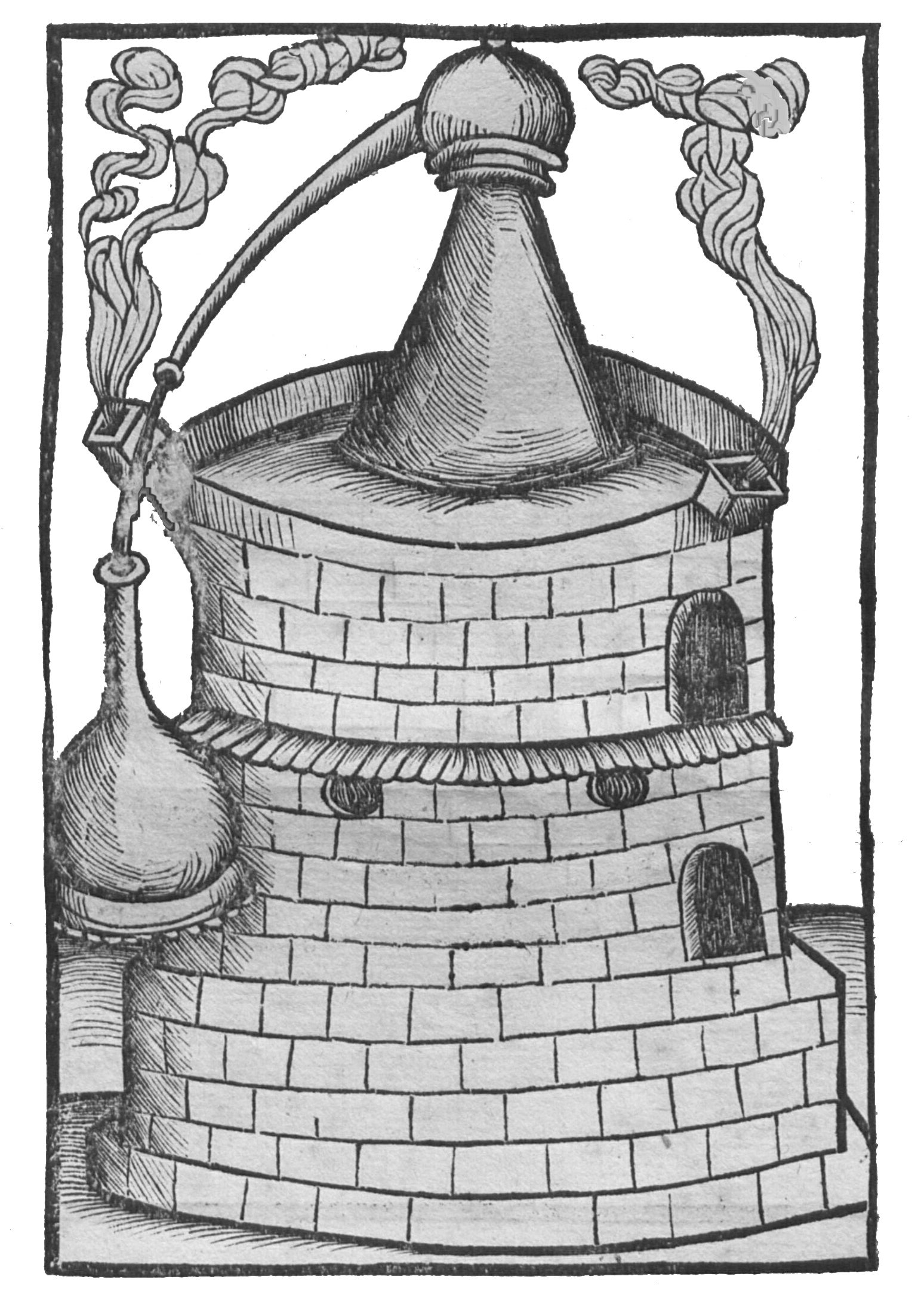
Balneum Mariae. Ofen mit Kupfer-Cappel, Glas-Cucurbit, Glas-Alembic und Glas-Viole. 1500
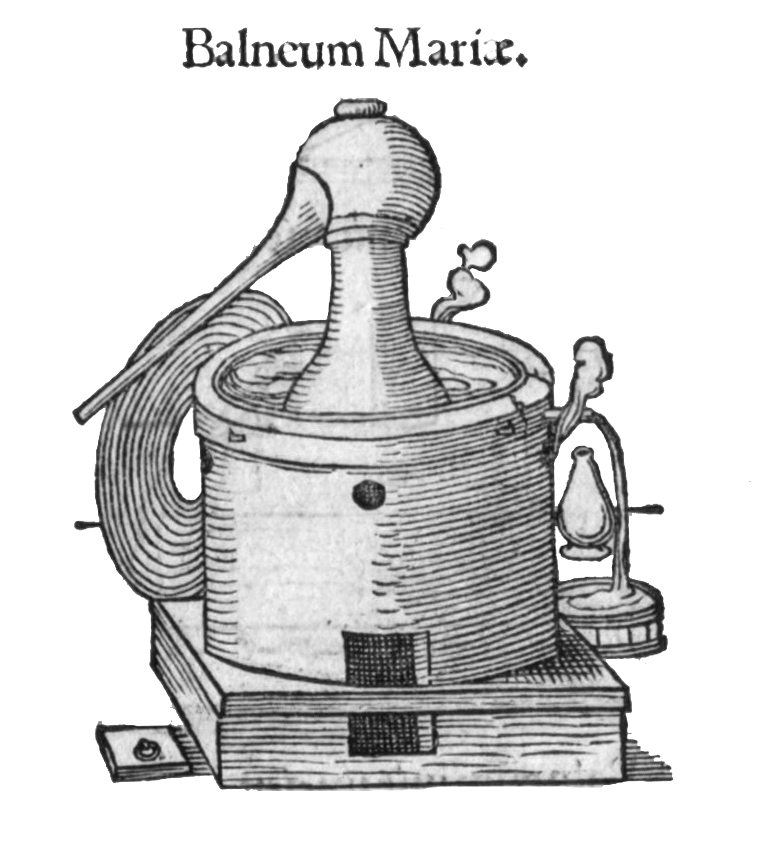
Balneum Mariae. Eucharius Rösslin der Jüngere: Kreutterbuch von allem Erdtgewächs. 1533
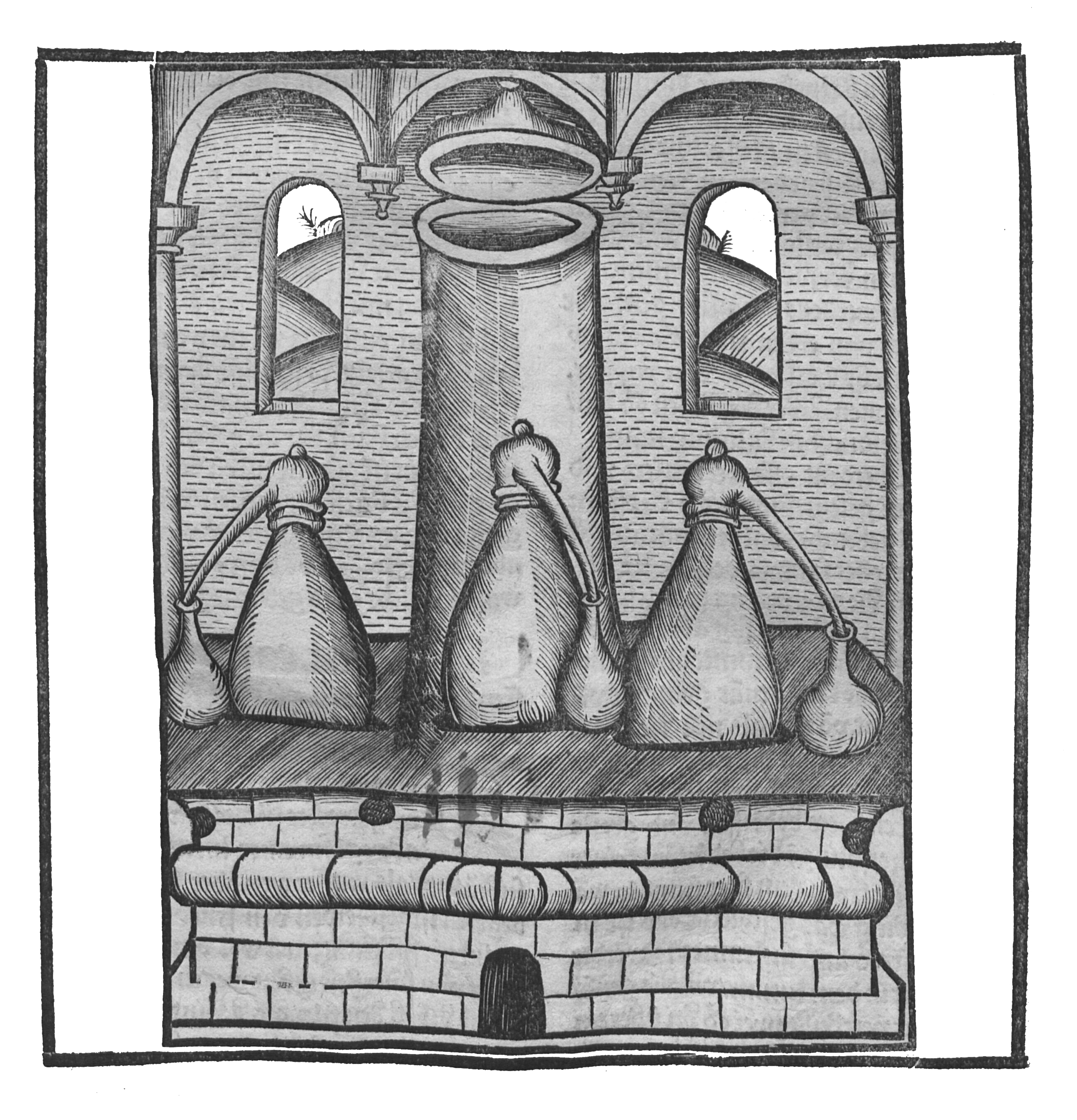
Ofen mit drei Balneum-Mariae-Einheiten, mit zentralem Heizschacht (Fauler Heinz). 1500
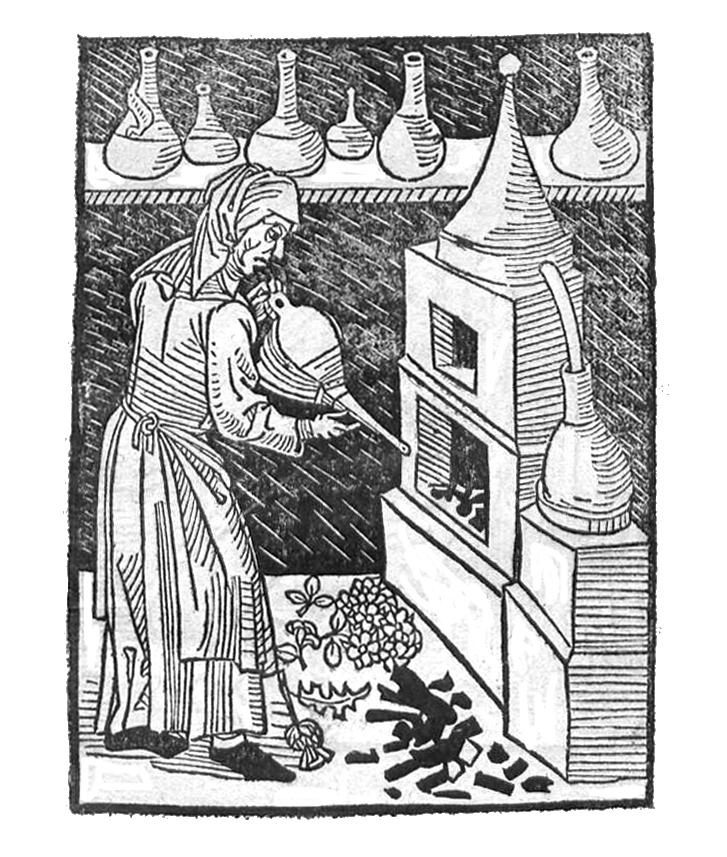
Rosenhut. Büchlein von den ausgebrannten Wässern. Ulm 1498
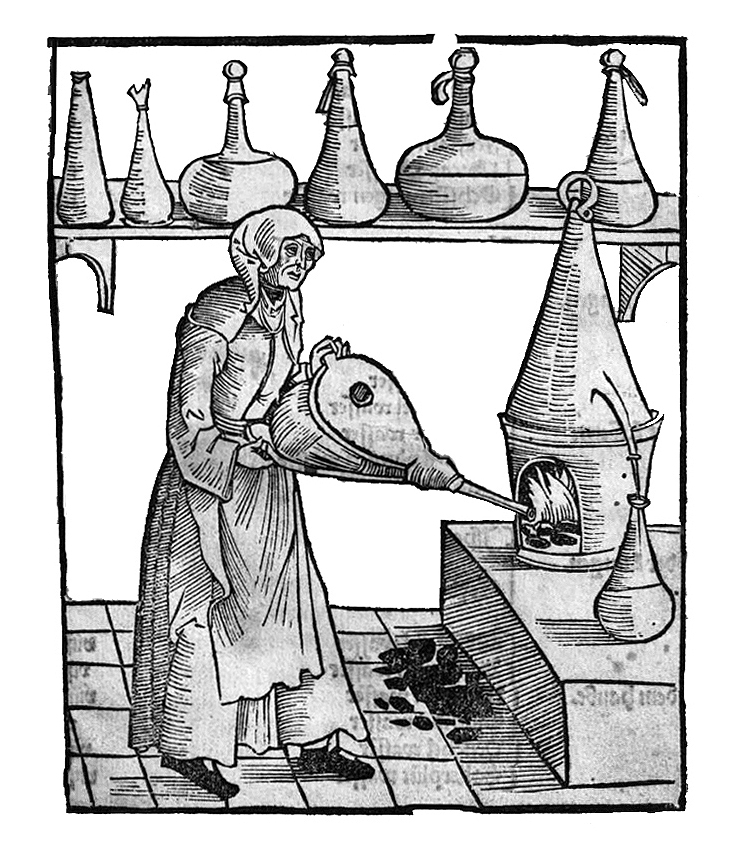
Rosenhut. Büchlein von den ausgebrannten Wässern. Nürnberg 1518
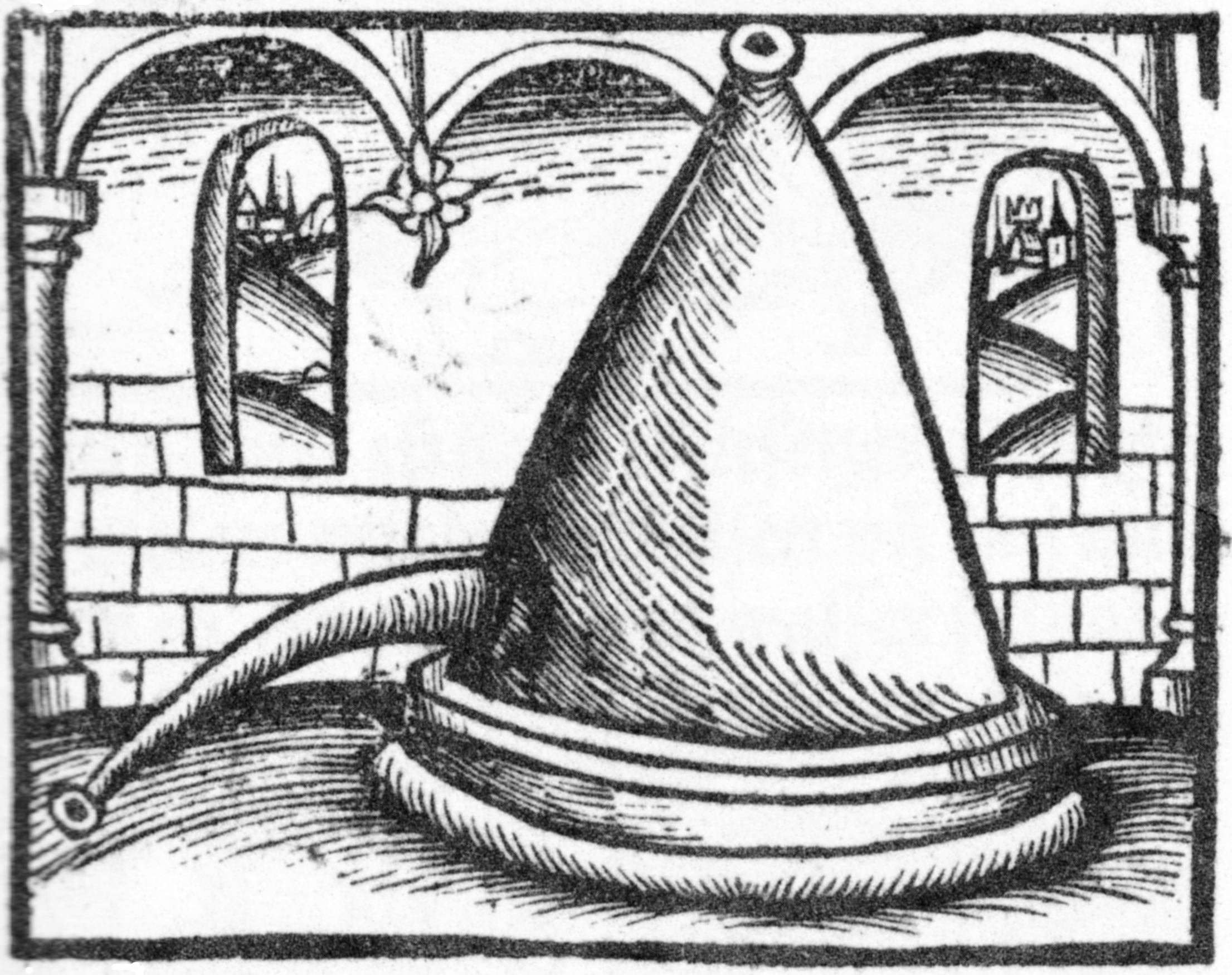
Rosenhut. Alembic-Variation aus strapazierfähigem Material mit innenliegendem Falz zur Ableitung des Destillats über den Schnabel nach aussen. 1500
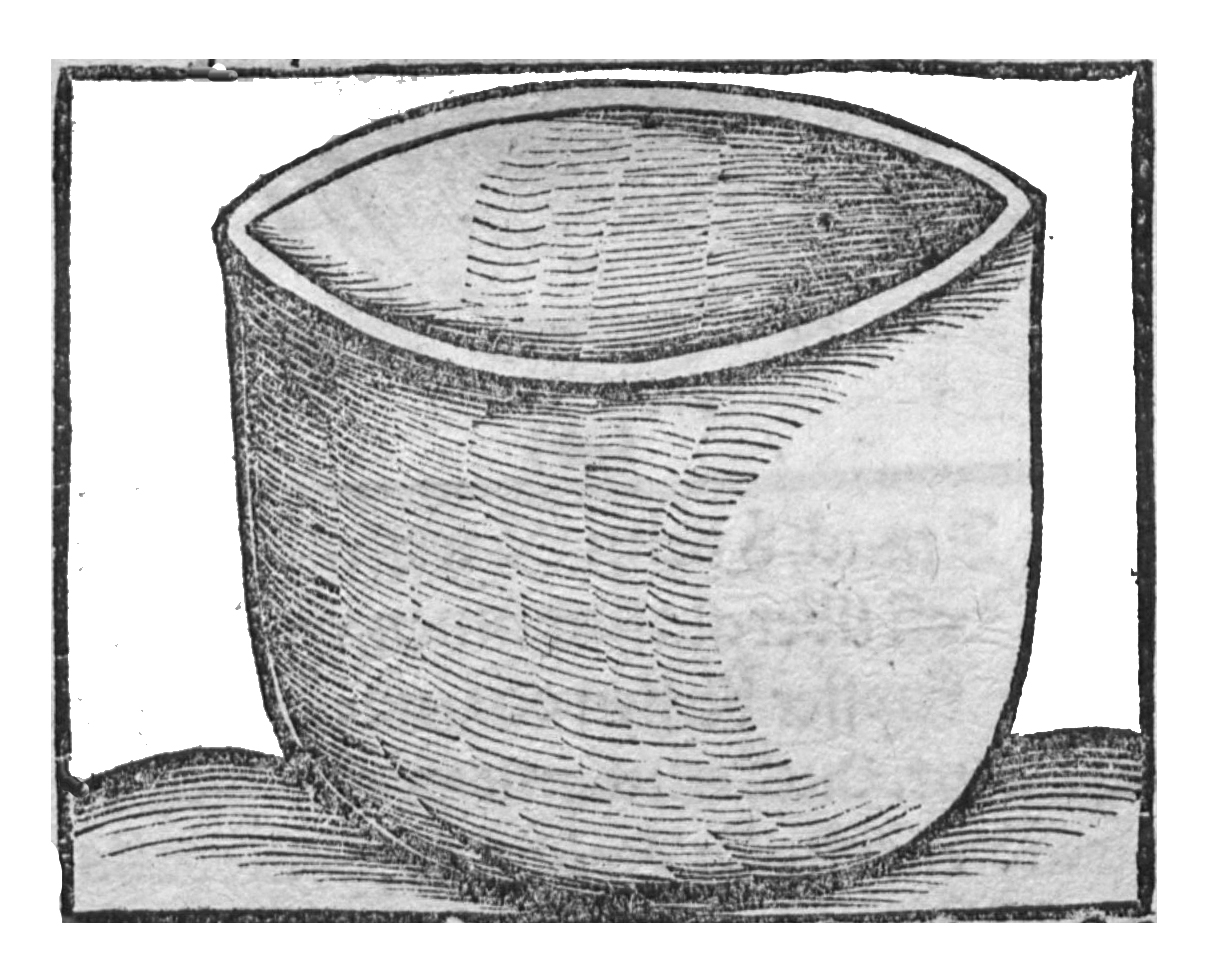
Cappel (Tiegel) von weißem Ton zum Ofen mit Rosenhut. 1500
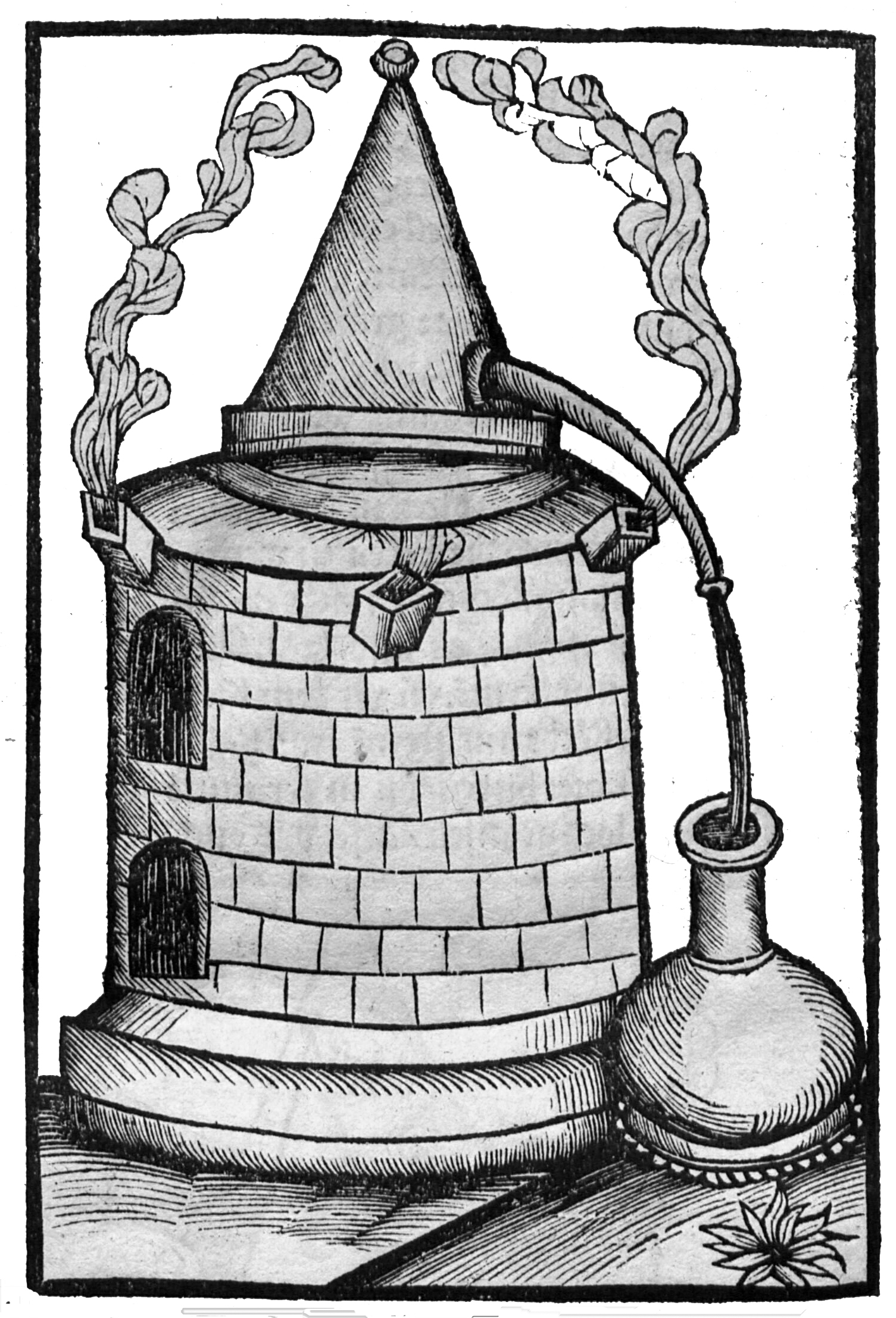
Ofen mit Ton-Cappel, Rosenhut und Viole. 1500
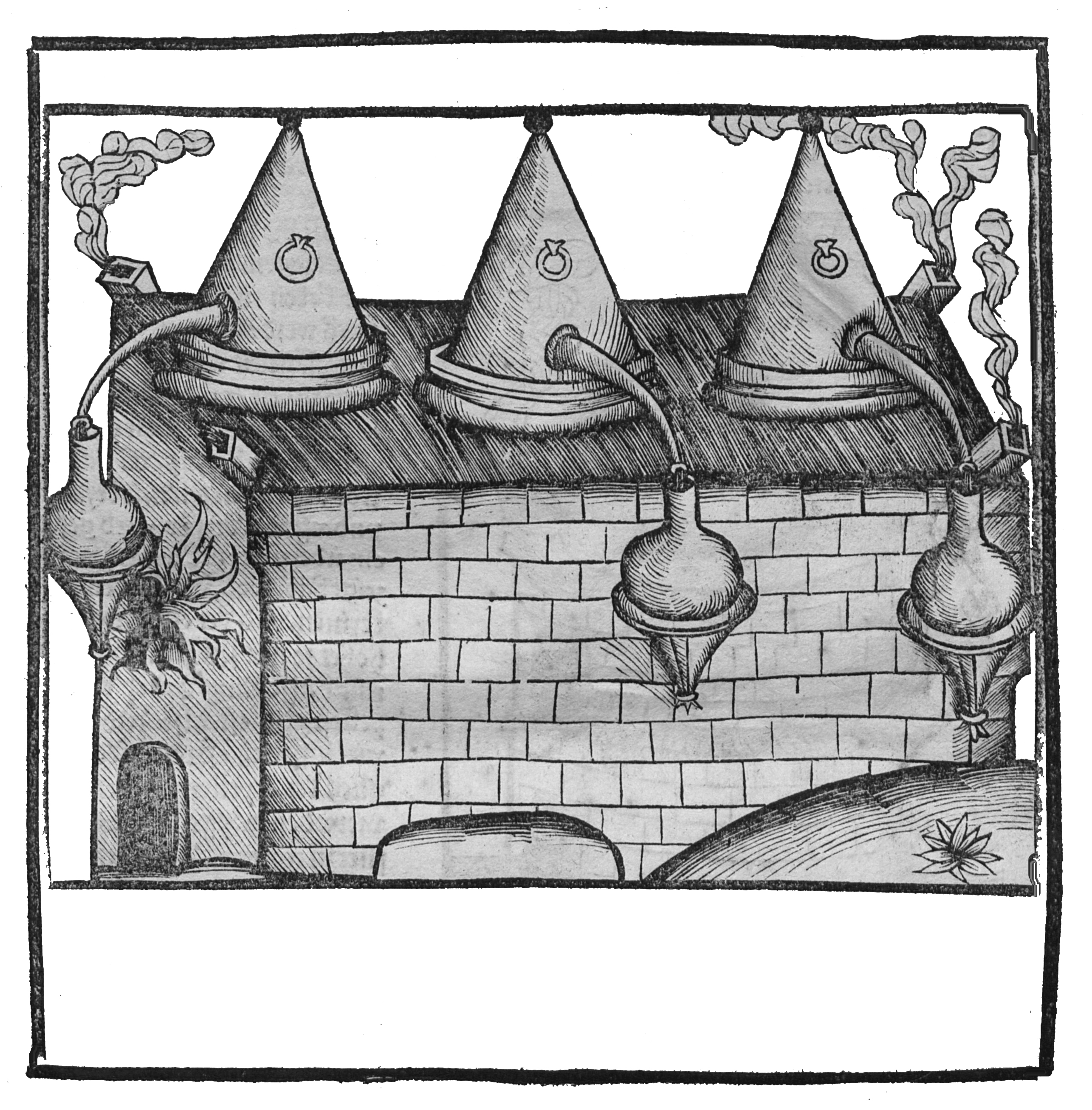
Ofen mit drei Rosenhut-Einheiten. 1500
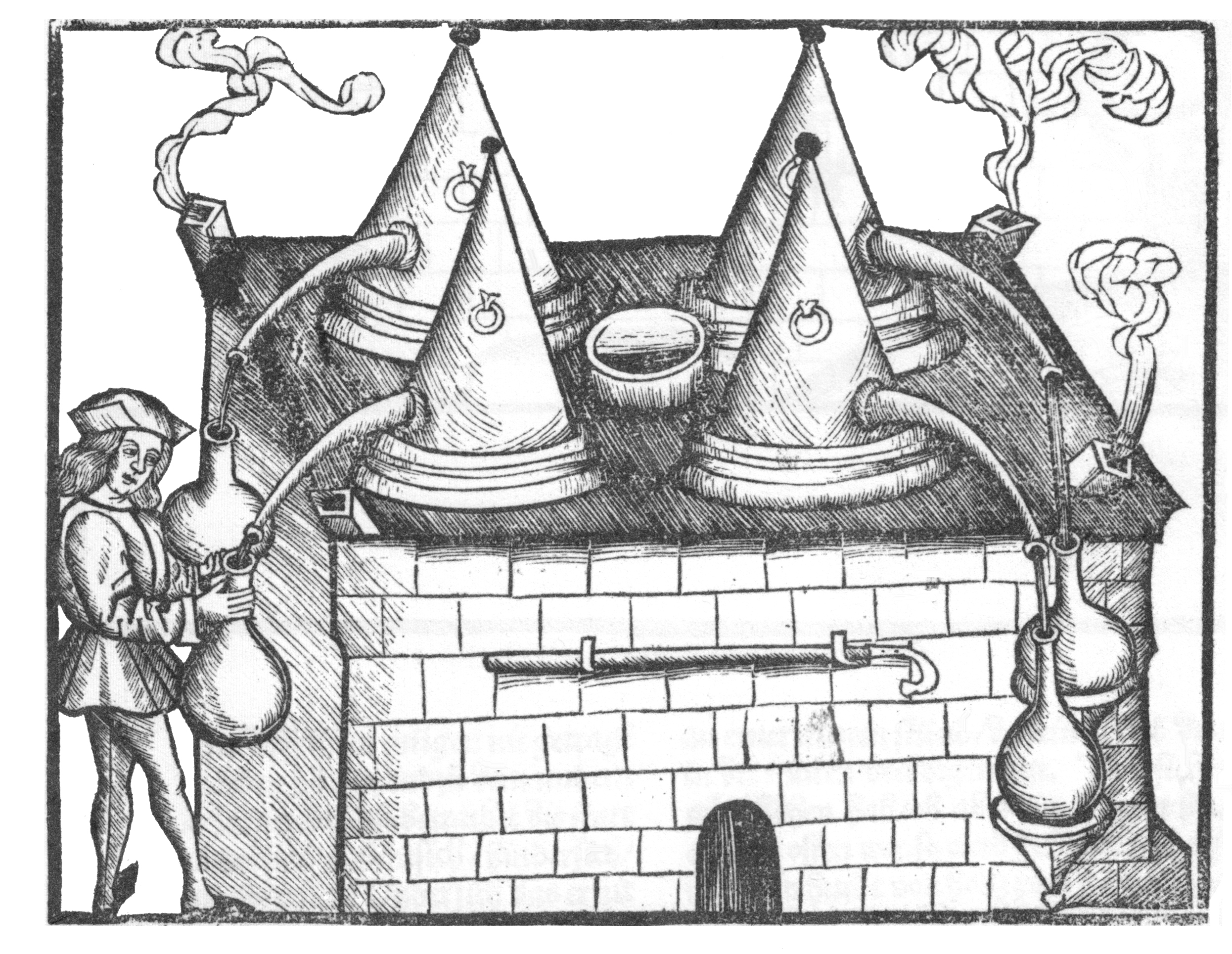
Ofen mit vier Rosenhut-Einheiten. 1500
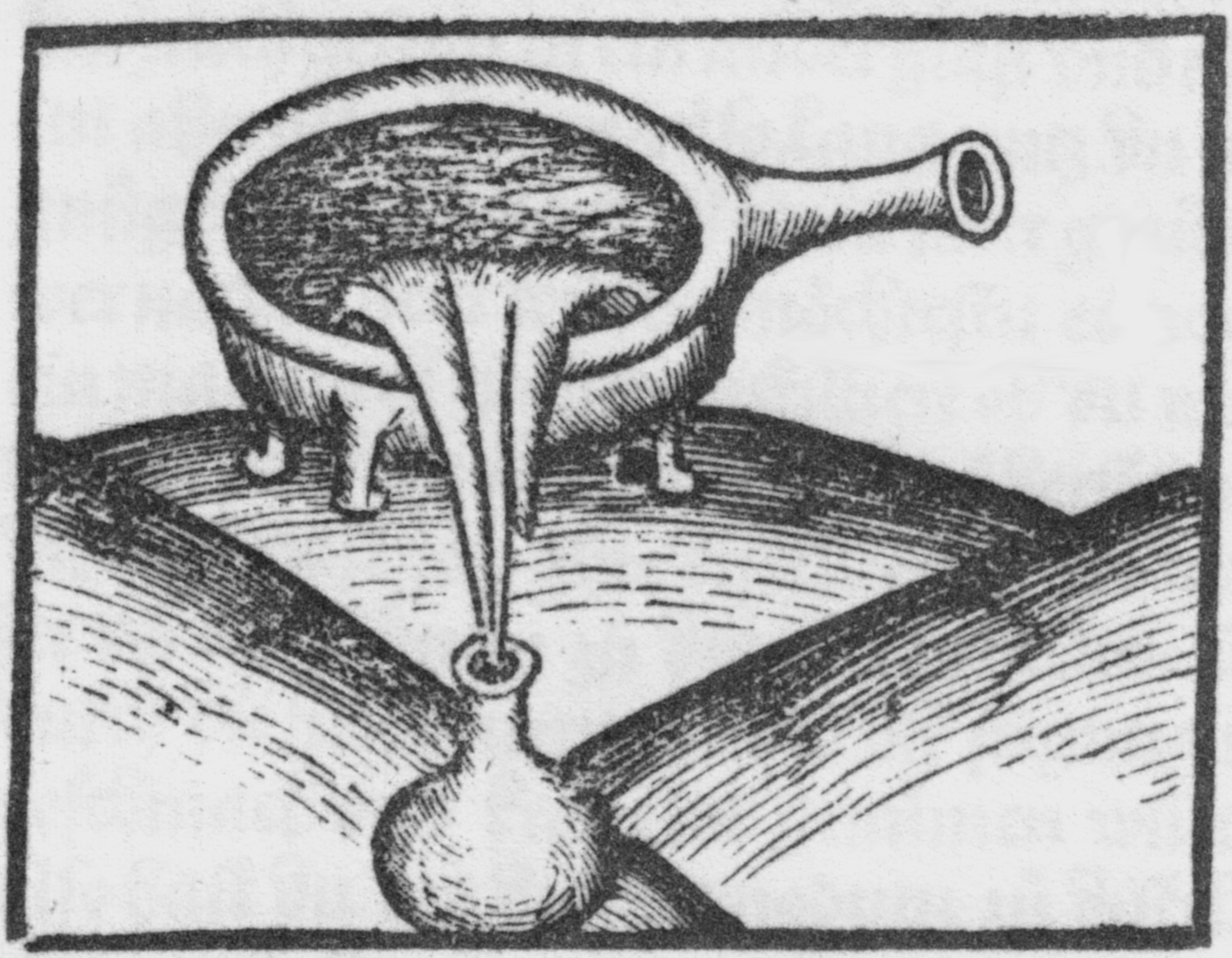
De-stillatio per filtrum (Ab-tropfen durch ein Filter). 1500
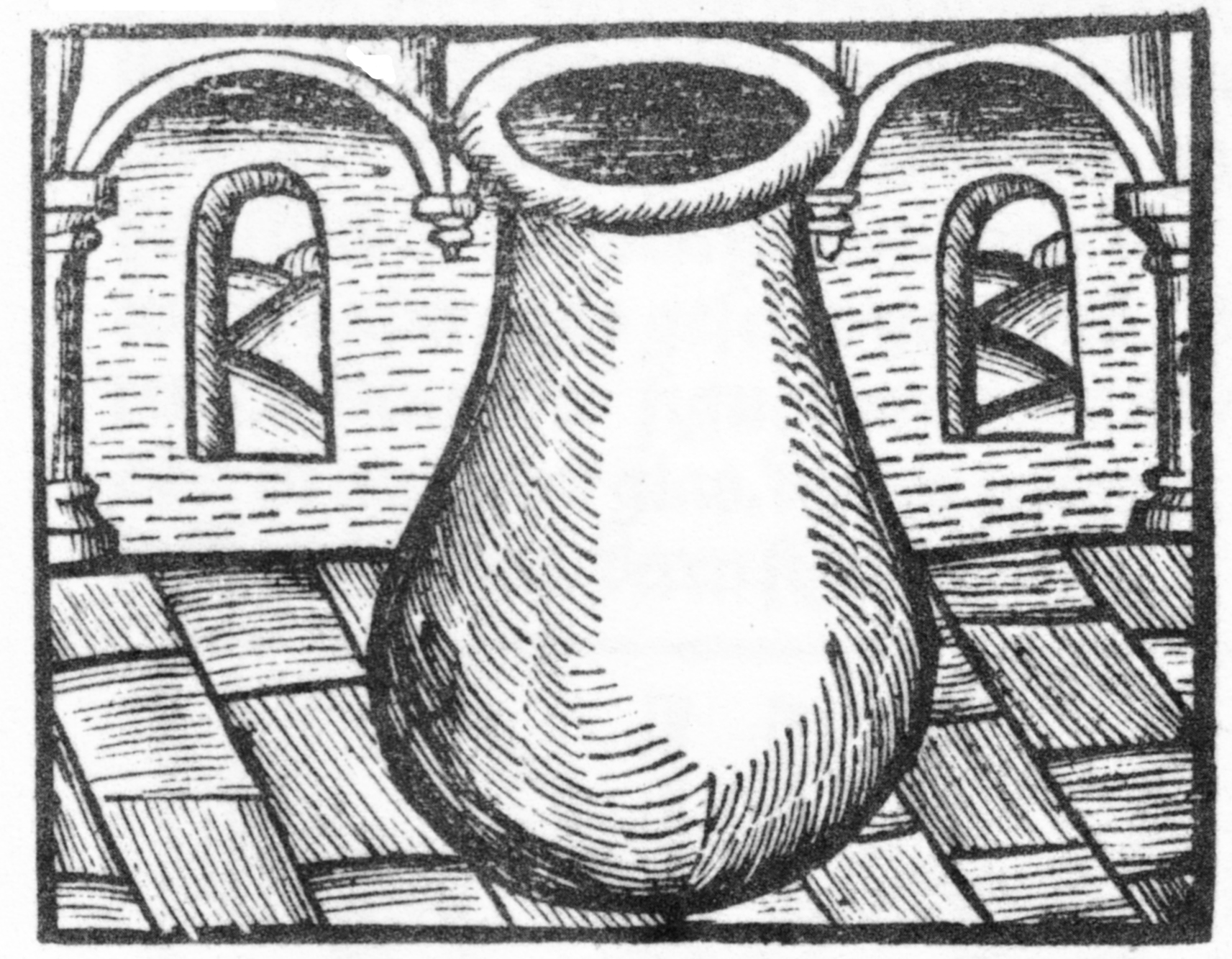
Urinal. 1500
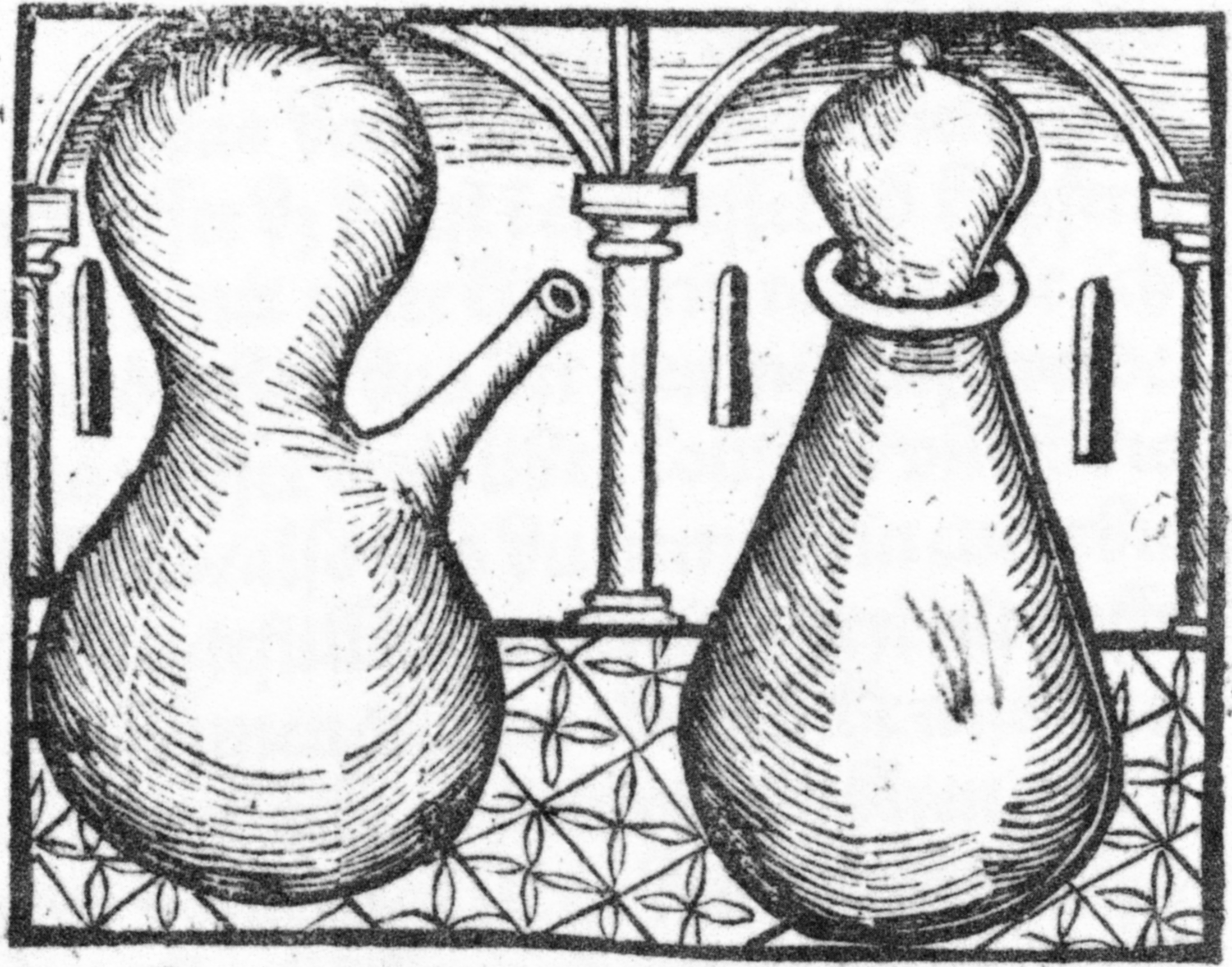
Links: Circulatorium. Rechts: Cucumer mit blindem Helm. 1500
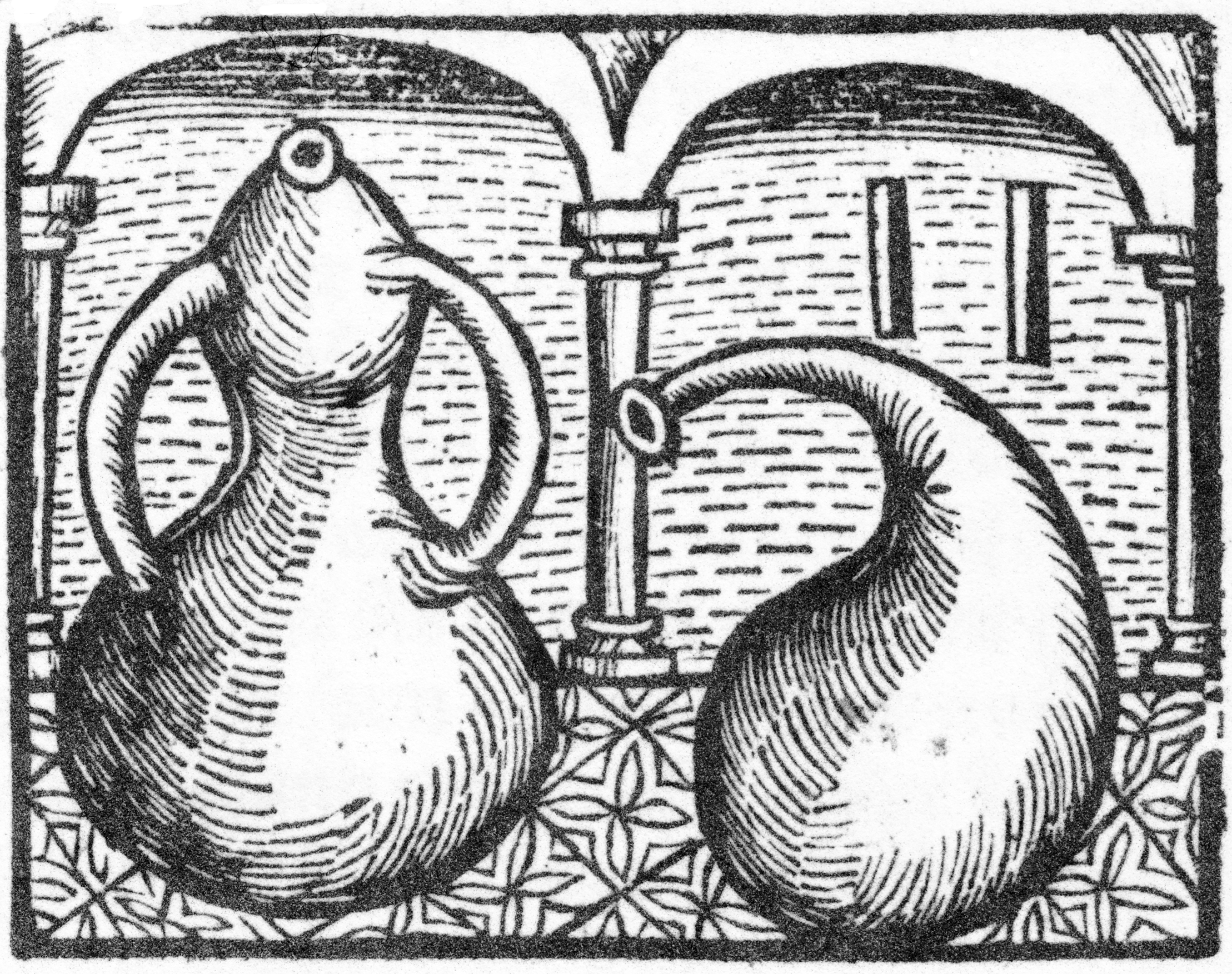
Rechts: Storchenschnabel. Links: Pelikan. 1500
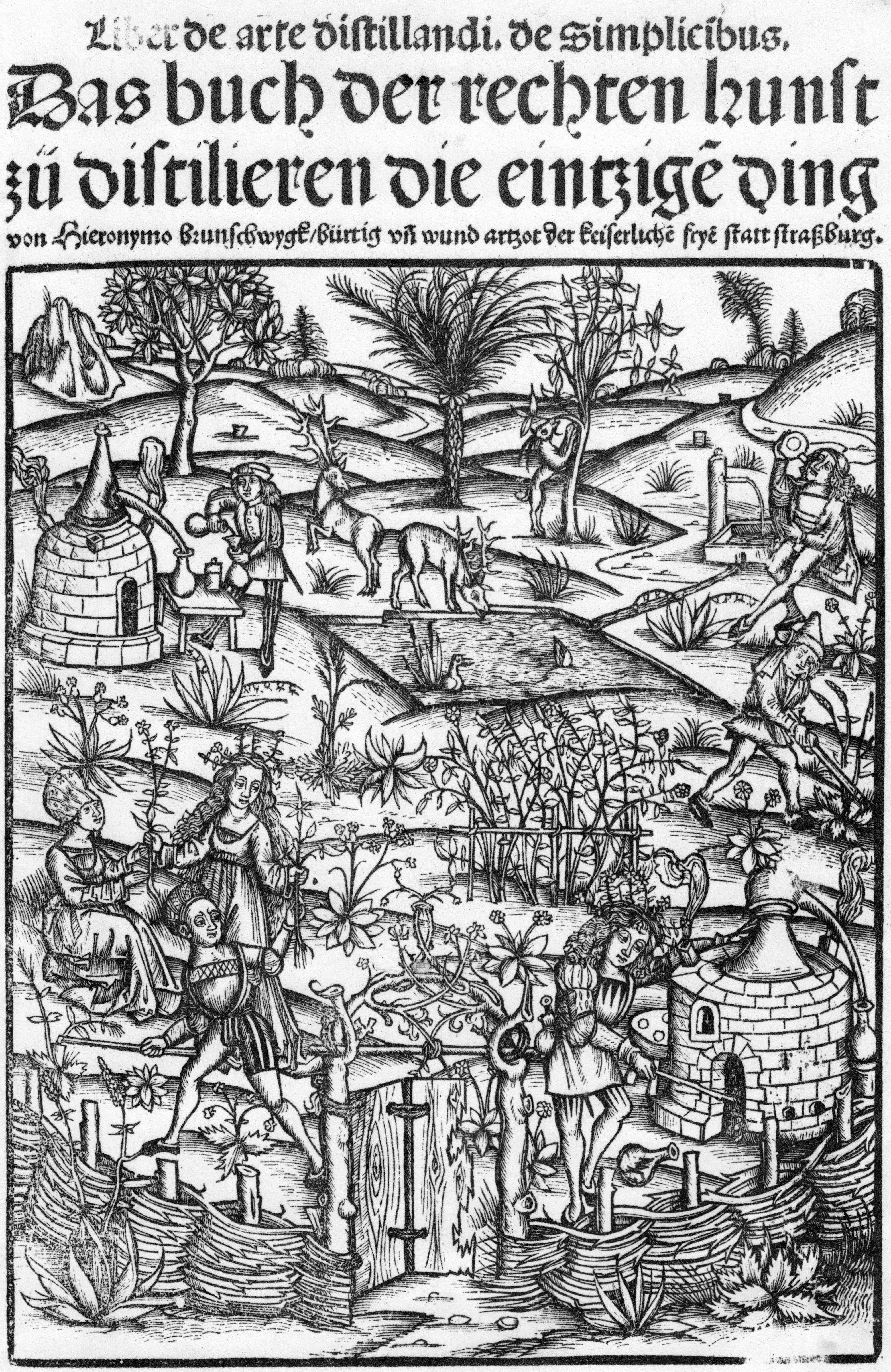
Titelblatt des Kleinen Destillierbuchs. 1500. Oben links: Rosenhut. Unten rechts: Balneum Mariae
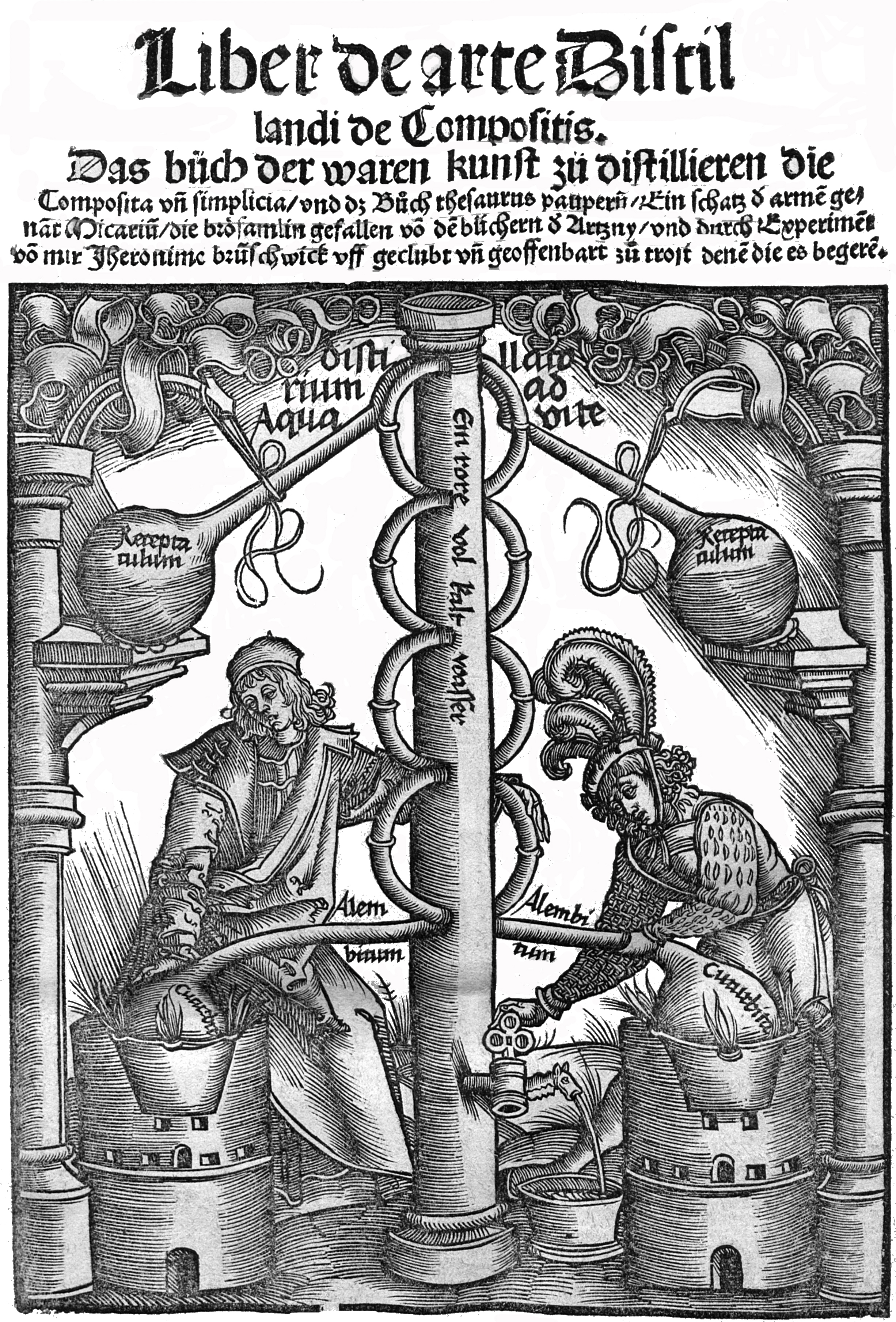
Titelblatt des Großen Destillierbuchs. 1512. Vorrichtung zur Destillation von Branntwein
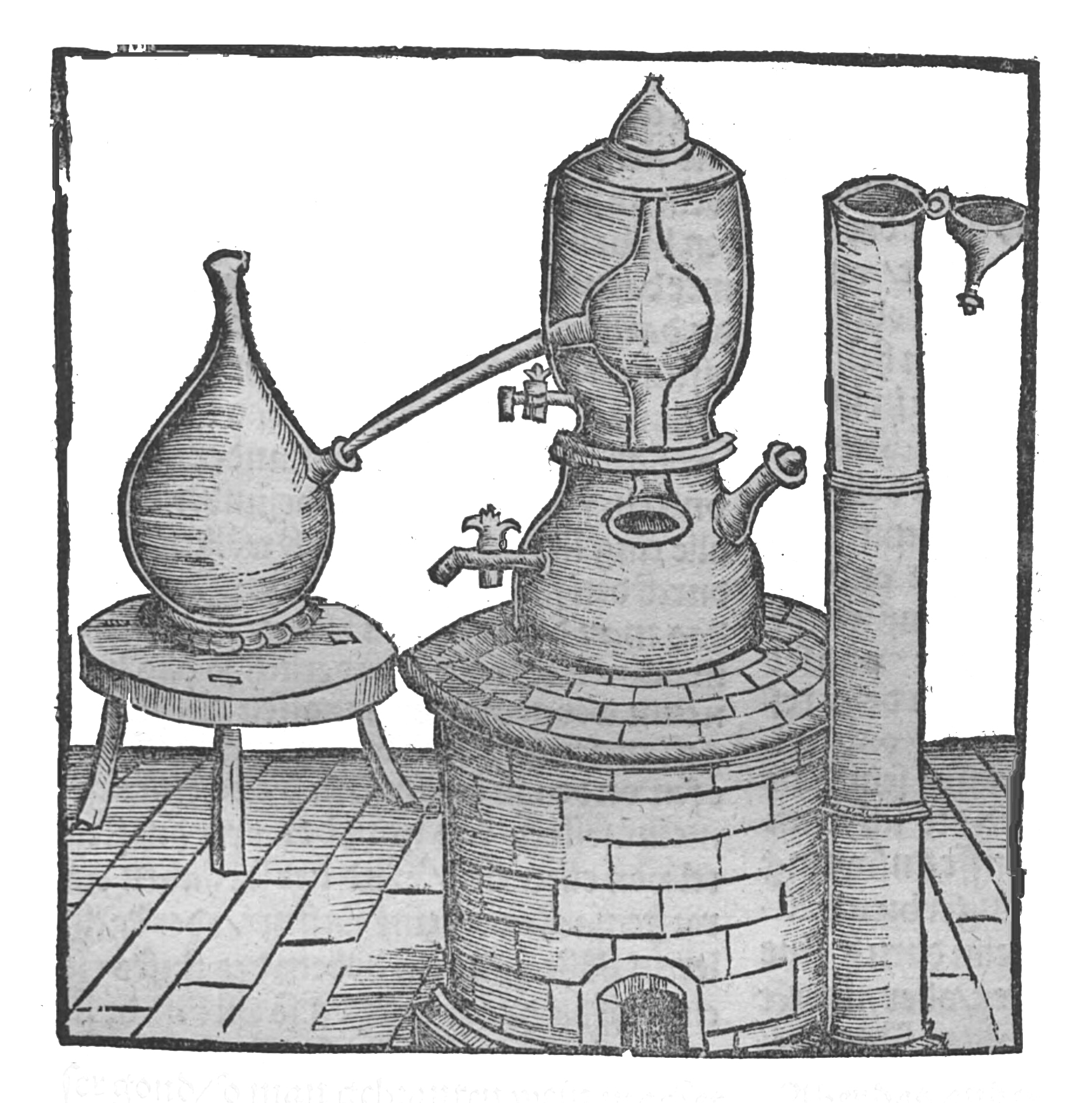
1512. Balneum Marie mit wassergekühltem Alembic zur Destillation von Branntwein

### Destillations-Methoden mit und ohne Kosten
Im ersten Buch behandelt Brunschwig Destillationsgeräte und -methoden. Er beschreibt die notwendigen Gerätschaften und gibt detaillierte Anweisungen zum Bau verschiedener Öfen.

#### Fünf Destilliermethoden„ohn kosten“werden aufgezählt
1. „Destillation“ durch ein Filter („distillatio per filtrum“) (Blatt 6v-7r). Dreieckige Schafswollfilze wurden drei Querfinger tief mit dem breiten Ende in ein offenes, glasiertes Gefäß eingetaucht, in dem sich die zu filternde („distillierende“) Flüssigkeit befand. Das spitze Ende des Filzes tauchte in ein tiefer gesetztes Gefäß („viole“) ein, in dem das Destillat aufgefangen wurde. Dieses Verfahren wurde vornehmlich zur Reinigung („rectifizierung“) von Wässern genutzt, die man mit anderen Verfahren gewonnen hatte. Das Verfahren ähnelte unserer Filtration, konnte aber auch zur Trennung nicht mischbarer Flüssigkeiten eingesetzt werden.
2. „Destillation“ in der Sonne („distillatio per solis“) (Blatt 7r). Ein Glas, das oben und unten etwa gleich groß war („urinal“), wurde zu mehr als der Hälfte mit Blüten aufgefüllt und die Öffnung wurde mit einer durchlöcherten Holzschindel verschlossen. Ein zweites Glas mit gleich großer Öffnung wurde so aufgesetzt, dass sich die Öffnungen beider Gläser berührten. Die Verbindung wurde mit Lehm luftdicht abgeschlossen und die Gläser um 180° gedreht, sodass das Destilliergut sich im oberen Glas befand. Dieses Gebinde hängte man in die volle Sonne. Der austretende Saft tropfte („destillierte“) in das untere Gefäß.
3. „Destillation“ im Brotteig („distillatio per panis“) (Blatt 7r-7v). Ein langes, enges Glas („gutterolff“) wurde mit dem zu „destillierenden“ Material aufgefüllt, mit einem Holzzapfen verschlossen, ganz mit Teig umhüllt und zusammen mit Broten im Ofen gebacken. Nach dem Erkalten wurde die Brothülle vom Glas entfernt, die erhaltene Flüssigkeit in ein zweites Gefäß entleert und der Vorgang wiederholt. Um Eintrübungen zu entfernen, sollte anschließend noch eine „destillatio per filtrum“ (Verfahren 1) durchgeführt werden.
4. „Destillation“ im Rossmist („distillatio per fimus equorum“) (Blatt 7v). Ein „circulatorium“[30] oder ein „cucumer mit blindem helm“ wurde zu einem Drittel mit Blumen gefüllt. Die Öffnung des „circulatoriums“ wurde mit einem Holzzapfen und mit Lehm luftdicht verschlossen. Das befüllte Gefäß wurde für vier Wochen im als Wärmequelle dienenden Rossmist eingegraben. Der Rossmist war alle 14 Tage zu erneuern.[31]
5. „Destillation“ im Ameisenhaufen („distillatio per formice“) (Blatt 7v-8r). Ein enges Glas („gutterolff“) wurde mit Blumen ganz gefüllt, luftdicht verschlossen und vierzehn Tage oder länger in einem Ameisenhaufen vergraben. Die abgesonderte Flüssigkeit wurde danach in der Sonne (Verfahren 2) oder im Rossmist (Verfahren 4) geläutert.

#### Fünf Destilliermethoden„mit kosten“
Diese Verfahren erfüllten die heute gültige Vorstellung von „Destillation“.
1. Destillation im Marienbad („distillatio per balneum marie / oder in duplo vase“) (Blatt 8r-v). Ein cucurbit (Destilliergefäß bzw. Brennhut in Kürbis- oder Flaschenkürbisform, genannt auch Kukurbite (lateinisch cucurbita „Kürbis“) und in Bezug auf den nach oben abgehenden Schnabel (lateinisch nasus) auch „Zagelglas“; siehe auch Kalebasse und vgl. Alembik)[32][33] wurde zur Hälfte mit klein gehackten Kräutern, Blumen, Blättern oder Früchten gefüllt und in einen auf dem Feuer stehenden, teilweise mit Wasser aufgefüllten, Kessel gesetzt. Auf der Öffnung des „cucurbit“ wurde ein „alembic“ befestigt. Das Wasser sollte nur so weit erhitzt werden, „dass du ein finger dar in gelyden magst“. Mit diesem und den drei folgenden Verfahren war eine gleichmäßige Erhitzung des „cucurbit“ gewährleistet und Spannungsbrüche wurden weitgehend vermieden.
2. Destillation im Pferdebauch („distillatio per ventrem equi“) (Blatt 8v). Dies war eine Abwandlung des Verfahrens der Destillation im Marienbad. Dem warmen Wasser des Kessels wurde von Strohbeimengungen befreiter Pferdekot zugesetzt. Dadurch sollte das Verfahren „einen halben grad hitziger“ werden.
3. Destillation in der Asche („distillatio per cinerem“) (Blatt 8v). In den trockenen Kessel wurde eine drei Querfinger starke Schicht von rein gesiebter Asche eingefüllt, ein „cucurbit“ mit aufgesetztem „alembic“ wurde auf die Asche gestellt und zu einem Drittel mit der Asche umgeben. Eine weitere Steigerung des Hitzegrads war die Folge.
4. Destillation im Sand („distillatio per arenam“) (Blatt 8v-9r). Die Asche wurde durch Sand ersetzt. Dadurch wurde der zweithöchste Hitzegrad erreicht.
5. Destillation im Feuer („distillatio per ignem“) (Blatt 9r). Der „cucurbit“ wurde direkt auf das Feuerloch aufgesetzt. Dies war die Methode mit dem höchsten Hitzegrad.

### Grundregeln zur Materialauswahl für die Destillationsgeräte
| Hieronymus Brunschwig 1500 | Text | Übersetzung |
| -------------------------- | --- | --- |
|                            | Nota bene. Es iſt zů mercken alle waſſer die in gleſser gebrant werden ſint die beſten. Dar nach die in verglaſurtem geſchirr / als pfannen vnden vnd die helm oben. Darnach zynnen helm vnd vunden blyhen pfannen. Darnach blyhen helm vnd blyhen pfannen / als etliche cloſter frowen brennent / als ich zu Straßburg ſelber geſehen hab das die pfannen vnden blyhen warend vnd mit holtz brantent. Aber vaſt cleyn vnd ſubtile füer / vnd die pfannen ſtundent in geredener eſchen eyner hend dick vnd nit in ſandt / vff dz ſie nit ſchmiltzen. Dar nach kupfern helm yndendig verzynnet. Dar nach eren helm. Es iſt ſich alwegen zu beſorgen vor dem kupffer vnd beſunder vor dem ere in zweierlei weg. Der eyn das ſie gern geben rotfar waſſer / als wer es gebrochen wyn / vnnd brentzen oder ſchmacken nach dem brant gern. Der ander das dem kupffer oder er alwegen eyn gifft anhangen iſt me dan eynem andern metall. Darumb iſt ſich etwas dar vor zů hüeten / als do ſpricht Criſtoferus de honeſtis ſup. Anthidotarium Meſue. | Beachte. Alle Wässer, die in Gläsern gebrannt werden, sind die besten. Danach folgen die in glasiertem Geschirr gebrannten, das heißt in einer glasierten Pfanne unten und in einem glasierten Helm oben. Danach oben Helme aus Zinn und unten Pfannen aus Blei. Danach Helme aus Blei und Pfannen aus Blei, wie etliche Klosterfrauen brennen. Das habe ich in Straßburg selbst gesehen, dass die Pfannen unten aus Blei waren und mit Holz beheizt wurden. Aber mit sehr kleinen und subtilen Feuern. Und die Pfannen standen in einer Handbreit gesiebter Asche und nicht im Sand, damit sie nicht schmelzen. Danach kupferne, innen verzinkte Helme. Danach eiserne Helme. In zweifacher Hinsicht musst du beim Kupfer und besonders beim Eisen Sorge tragen. Erstens bewirken sie eine Rotfärbung der Wässer wie bei gebrochenem Wein und sie riechen oft brenzlich nach dem Brant. Zweitens hängt dem Kupfer oder dem Eisen immer ein Gift an, mehr als bei einem anderen Metall. Daher muss man sich davor etwas hüten, wie Christopherus de Honestis in seiner Schrift über das Antidotarium des Mesue spricht. |

### Arbeitsweise
Die Angaben zur Zubereitung der Destillate waren im Kleinen Destillierbuch komprimiert gefasst. Wurzeln, Stängel und Blätter wurden „mit einander gehackt gequetscht vnd gebrant“. Oft – insbesondere bei zarten Pflanzenteilen – lautete die Vorschrift: „gebrant per alembicum“, „dystillier es per balneum marie“ oder „gedistilieret per alembicum in balneum marie“. Selten wurden weitere Vorschriften angegeben. So sollten Ackerbohnen (Blatt 26v) „in ventro equino“ und das aus den Trichtern der Stängelblätter der Wilden Karde (Blatt 64) gesammelte Wasser „per filtrum“ destilliert werden. Zwei Methoden zur Destillation von Honig-Wasser wurden im Detail beschrieben.
In der Regel wurde nicht angegeben, ob das Destilliergut unter Zusatz von Lösungsmitteln wie Wasser, Alkohol oder Essig zu brennen war. Ausnahmen waren:
- Zur Herstellung von Destillaten aus getrockneten Kräutern wurden diese mit der dreifachen Menge von „Maientau“ (siehe unter Arzneimittel) übergossen und drei oder vier Tage lang in einem geschlossenen Gefäß im Rossmist, dann mit einem offenen Alembic im Marienbad „destilliert“ (1. Buch, 20. Kapitel).
- Die Blätter der Gemeinen Esche (Blatt 47v) und die Senf-Samen (Blatt 109v … F) wurden gestoßen und dann vor der Destillation vier bis sechs Tage lang in Essig gebeizt.
- Echter Ehrenpreis (Blatt 43v), die Blüten der Ackerbohne (Blatt 26v), Hain-Greiskraut (Blatt 61r … D) und Zitronenmelisse (Blatt 72v … B) wurden vor der Destillation 12 bis 24 Stunden lang in Wein eingelegt.

### Quellen für das erste Buch. Destillation – Geräte und Methoden

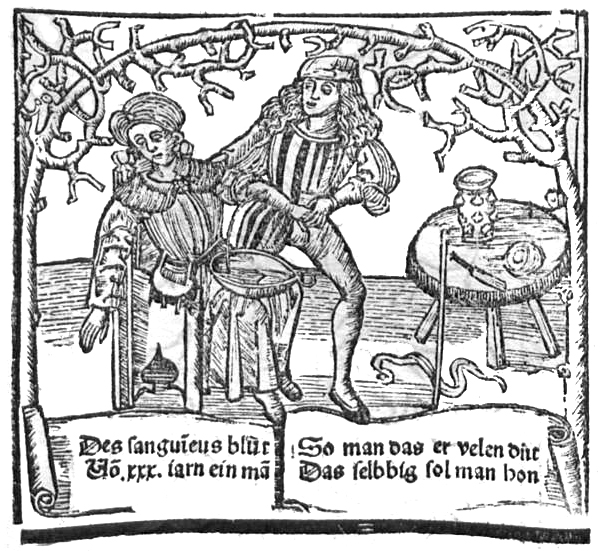
Kleines Destillierbuch. Abbildung zum Kapitel Menschenblut

#### Schriftliche Quellen

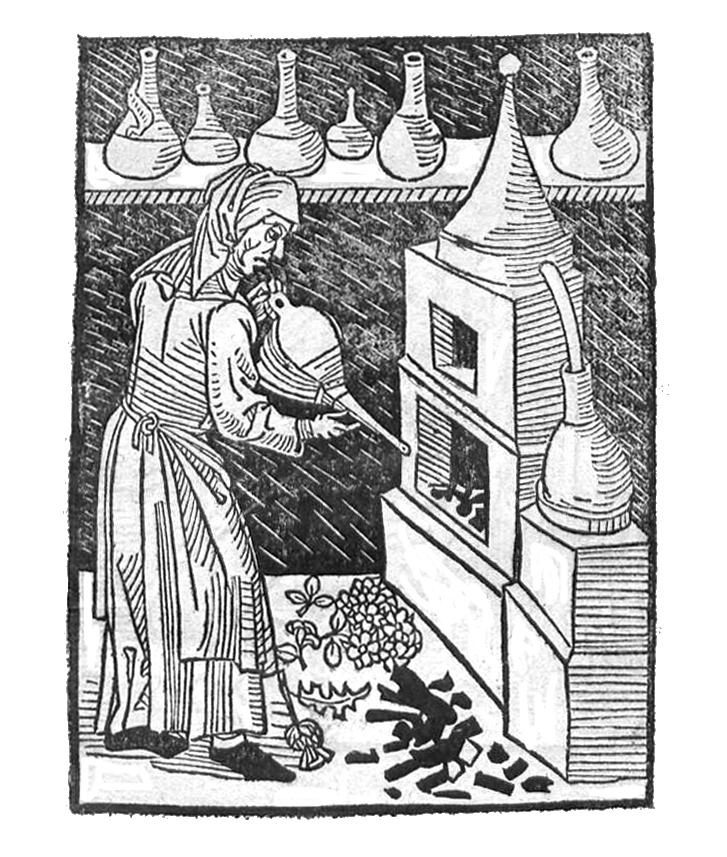
Büchlein von den ausgebrannten Wässern. Druck Johann Zainer. Ulm 1498. Titelbild

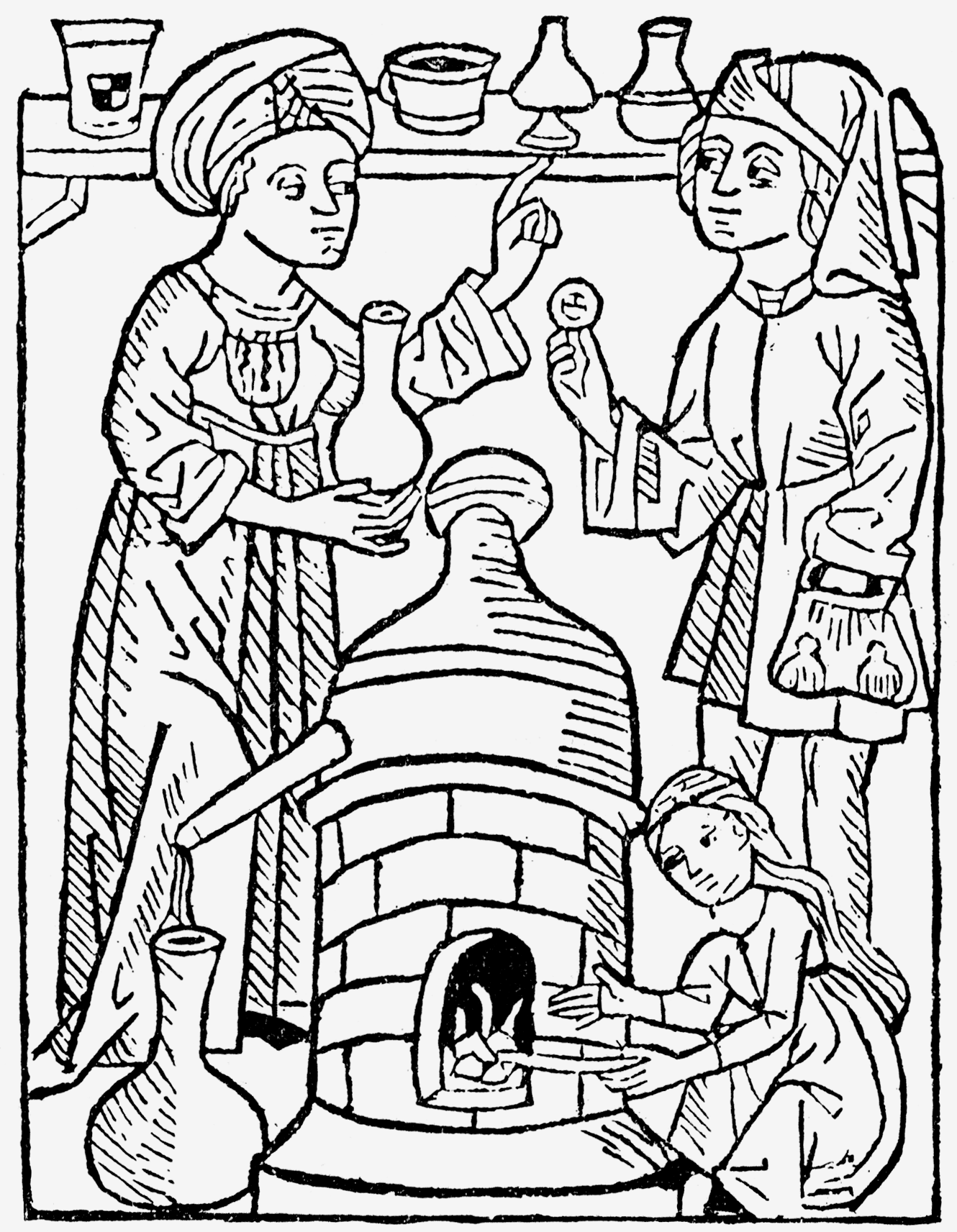
Büchlein von den ausgebrannten Wässern. Druck Hans Sporer. Erfurt 1498. Titelbild

## Abbildungen

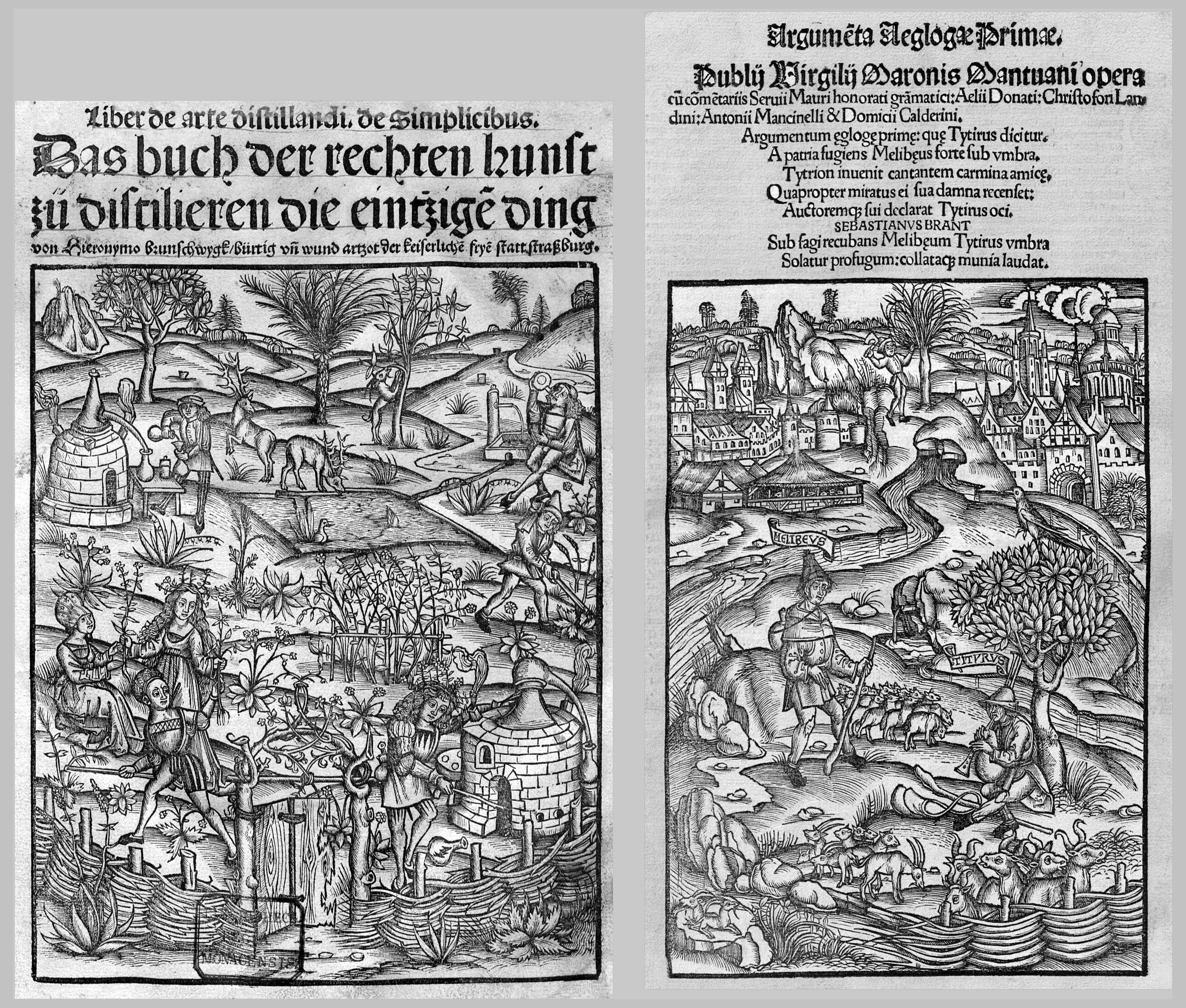
Links: Titelblatt des Kleinen Destillierbuchs. 1500. Rechts: Titelblatt zur ersten Ecloge der Hirtengedichte Vergils. Hrsg. Sebastian Brant. 1502

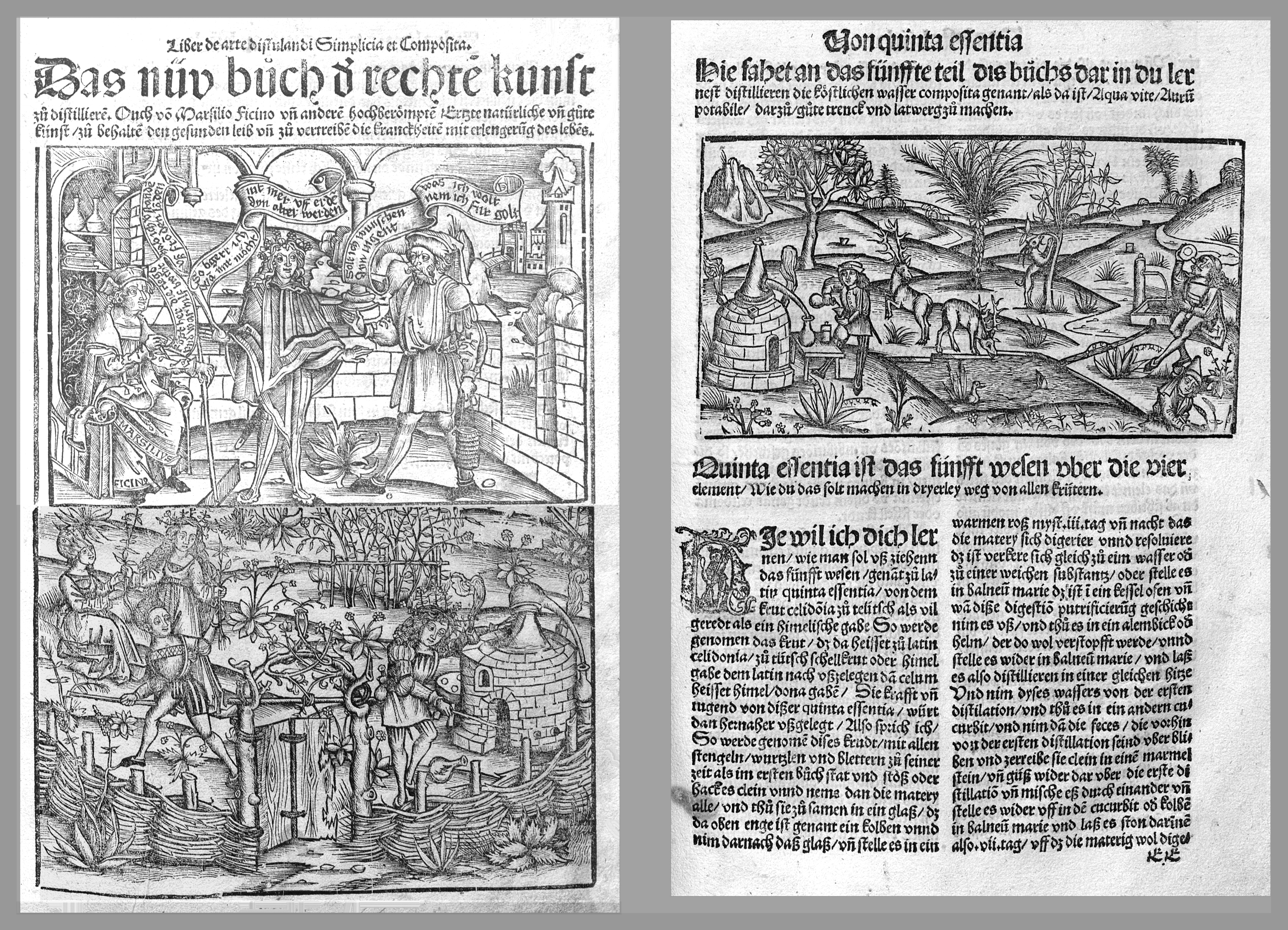
Fragmentierte Weiterverwendung des Titelblatt-Holzschnitts. Untere Hälfte des Titelblatts und Blatt 173r in Brunschwigs „Medicinarius“. 1508

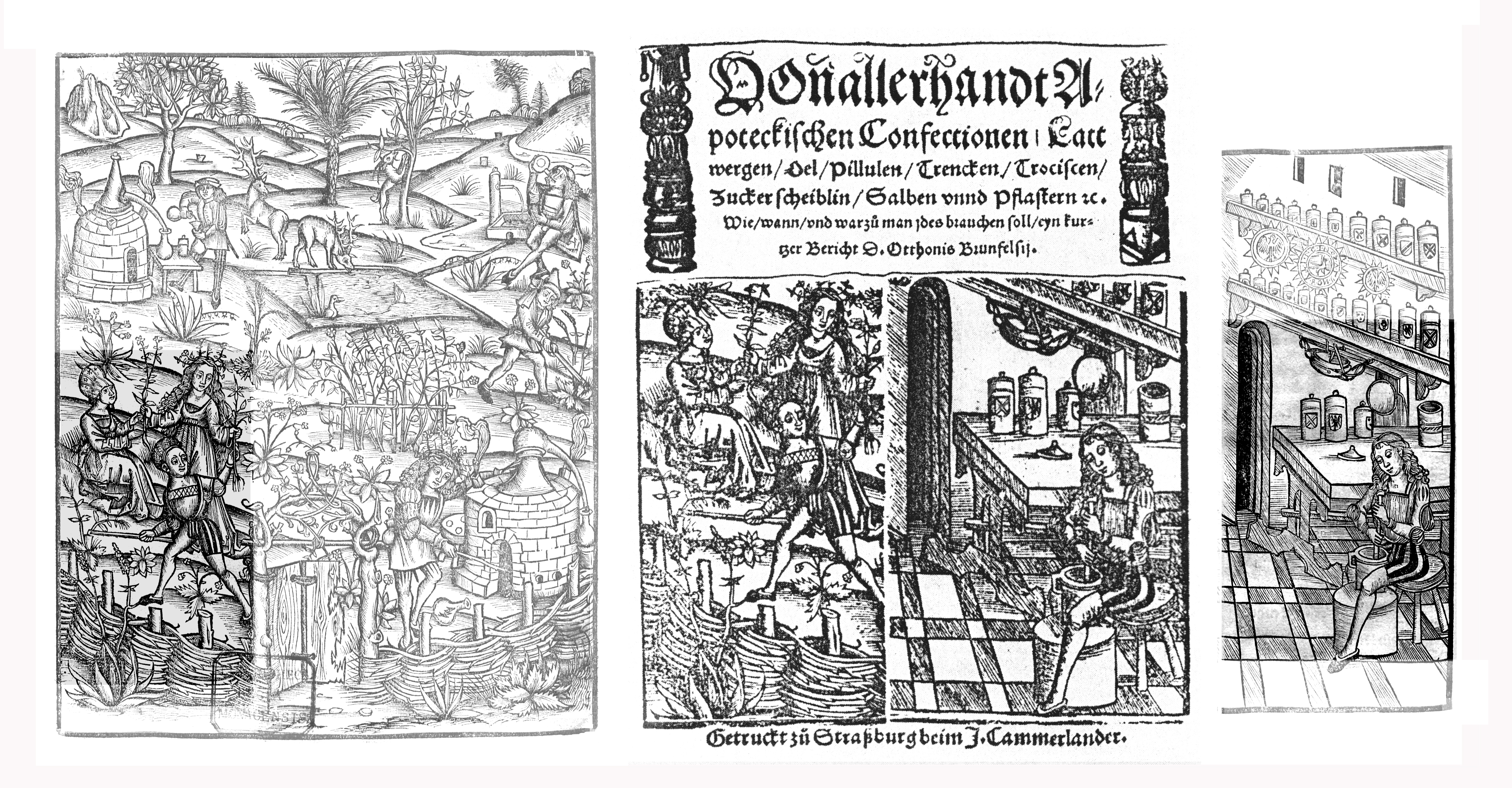
Zusammengesetzter Holzschnitt zu Otto Brunfels: „Von allerhand apothekischen Confectionen.“ 1540

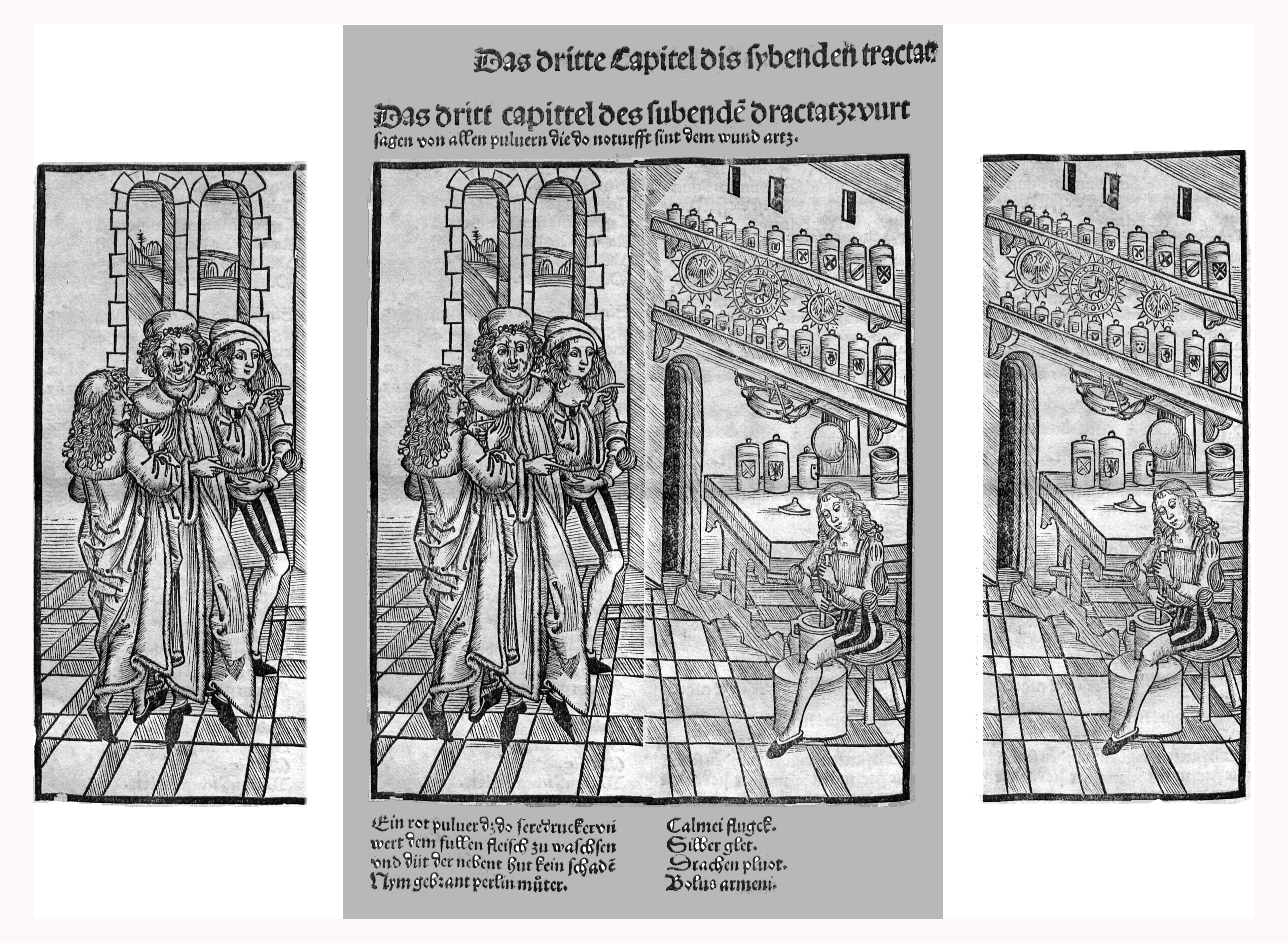
Teilbarer Holzschnitt in Brunschwigs „Buch der Chirurgie“ 1497